# Duomo di Padova
(Angelo Portenari, Della Felicità di Padova, 1623)
La Basilica cattedrale di Santa Maria Assunta (conosciuta dai patavini semplicemente come il Duomo) è il principale luogo di culto cattolico di Padova e sede vescovile della diocesi omonima almeno dal IV secolo.
Dedicata all'Assunzione di Maria ha la dignità di basilica minore ed è inoltre sede parrocchiale. Al suo interno si venerano i corpi di san Daniele, san Leonino e di san Gregorio Barbarigo. L'edificio attuale risale al XVI secolo e alla sua costruzione intervenne Michelangelo Buonarroti. Si affaccia su piazza Duomo. Accanto si innalza il complesso del Vescovado.
Dipendono dalla cattedrale le rettorie di San Clemente e San Pietro.
È monumento nazionale italiano.

## Storia

### Età paleocristiana
La prima cattedrale, edificata dopo il cosiddetto editto di Costantino, sorgeva, secondo la tradizione, nell'area del sagrato attuale, nella zona segnata oggi da una colonna in pietra sormontata da una croce. Pare fosse originariamente dedicata a santa Giustina e in seguito ad una delle sue ricostruzioni o restauri (462 o 602) la sede episcopale di Patavium associò ad un primitivo titolo quello di Santa Maria, conforme al culto della Theotókos legittimato dal concilio di Efeso. Sempre antiche fonti, riconducono alla figura del vescovo Tricidio la ricostruzione di una delle primitive chiese, verso l'anno 620 che poi venne ricostruita tra l'899 e il 900 perché ab Ungharis inflammata. Solo nel 1075 il vescovo Olderico consacrò una definitiva cattedrale, costruita sulle rovine delle precedenti. Per quest'ultima fase edilizia, gli storici tra i secoli XVII e XIX ipotizzavano un edificio con facciata posta a levante, dotato di una confessione e di una sottoconfessione (cripta) nell'area absidale dove era posta la sepoltura del vescovo Tricidio la cui lapide, con rovine e nicchie fu portata alla luce durante lo scavo delle fondamenta dell'attuale facciata. All'epoca si trovò somiglianza tra le rovine ritrovate e l'abside della chiesa di Santa Sofia. Nel 1874 nel tentativo di innalzare un monumento al canonico Francesco Petrarca, furono ritrovati alcuni grossi macigni, giacenti tuttora alla profondità di circa tre metri, al lato est del sagrato. Questa basilica (o una sua ristrutturazione) cadde nel famoso terremoto del 3 gennaio 1117.
La campagna di scavo e ricerca promossa dalla cattedra di Archeologia medievale dell'Università degli Studi di Padova tra il 2011 e il 2012 ha smontato molte ipotesi formulate nel passato e aperto numerose problematiche riguardo allo sviluppo edificatorio dell'intera area del Palazzo Episcopale, della cattedrale e del battistero. Nell'angolo nord-est del sagrato, dove nell'Ottocento si concentrarono ritrovamenti di notevole entità, è stata individuata la base di una grandiosa torre a pianta quadrata (dieci metri per lato) in stile romanico-adriatico databile tra il X ed XII secolo, forse un campanile della primitiva cattedrale atterrato in epoca imprecisata (XIV secolo?). Gli scavi effettuati alle basi degli edifici databili tra il IX e il XI secolo che si accostano a nord del battistero hanno rivelato una serie di ambienti pavimentati a mosaico databili tra il IV e il V secolo di indubbia destinazione liturgica, ricollegabili ai simili ambienti con stesso motivo pavimentale ritrovati ad Aquileia e Grado, ambienti che furono poi distrutti da un incendio. Tra i ritrovamenti, una scarsella in pietra per reliquie, un lacerto d'altare databile al V o VI secolo, frammenti di arredo liturgico di varie epoche usato come materiale di spiano, sepolcri (56 individui riconosciuti) e tracce di occupazione domestica in età longobarda. Gli scavi, interrotti per mancanza di fondi, attendono ora un seguito.

### La cattedrale di Macillo
A seguito del sisma del 1117, una nuova cattedrale sorse sul progetto dell'architetto Macillo, non è chiaro se sui resti della cattedrale oldericiana o in una nuova posizione per favorire l'apertura di una piazza e ampio sagrato. Fu consacrata il 24 aprile 1180.
La nuova chiesa si ergeva nell'area dell'attuale cattedrale, con identico orientamento (facciata a levante e presbiterio a ponente) divisa in tre navate di non grandi dimensioni e transetto. La navata laterale a sud si affacciava su una strada che costeggiava il Palazzo Episcopale e il campanile, la navata laterale a nord era contigua al chiostro dei Canonici e il battistero. Internamente le navate erano divise da colonne e pilastri che si alternavano, secondo modulo di tradizione ottoniana.
Nel 1227 si ricostruì il campanile e tra il 1399 e il 1400 il vescovo Stefano da Carrara promosse alcuni lavori di restauro e abbellimento e la costruzione di volte a crociera.

### La nuova cattedrale

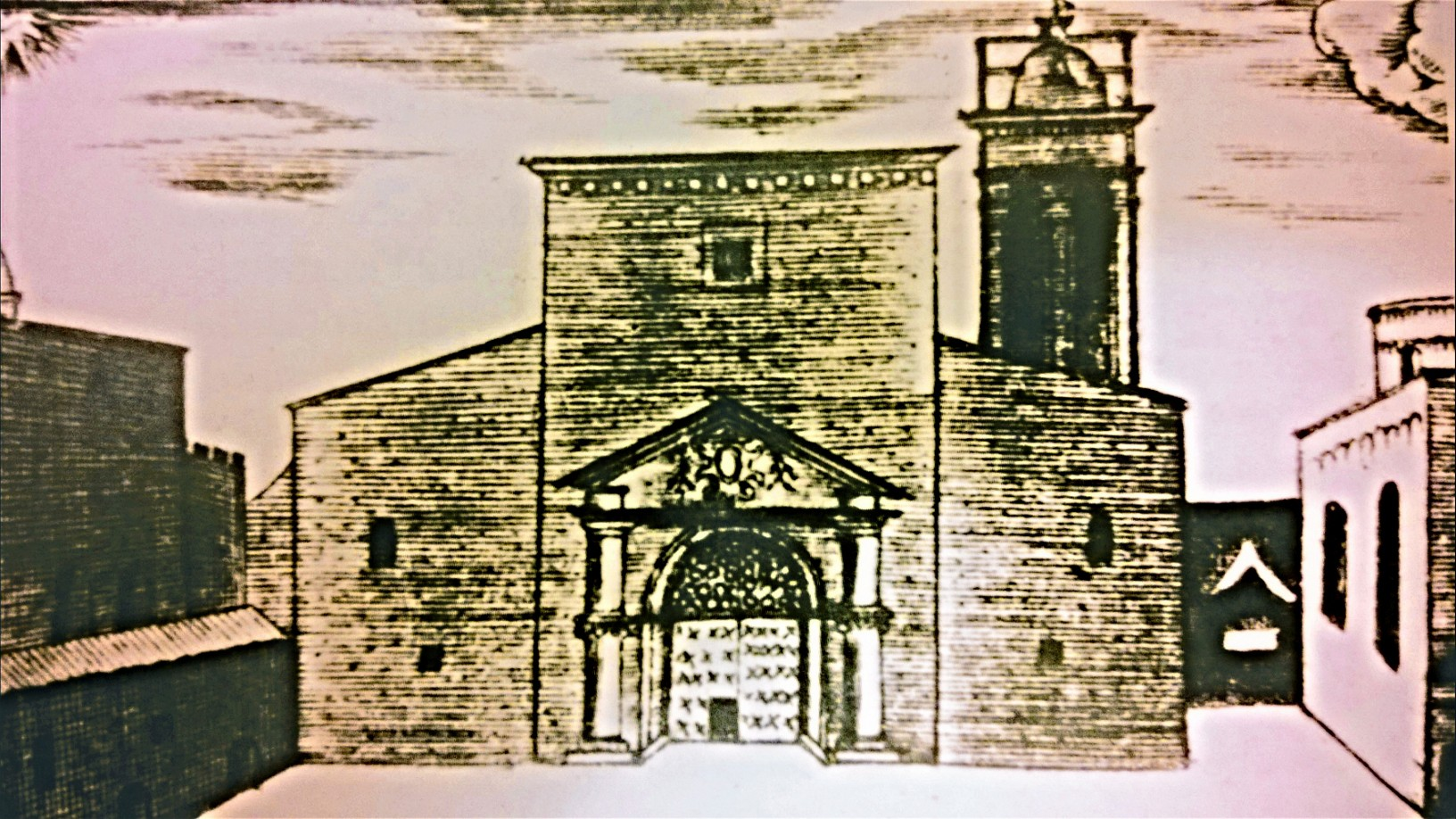
La cattedrale dopo i lavori promossi dal cardinale Federico Cornaro verso il 1580.

Il vescovo Pietro Barozzi volle ammodernare la chiesa con la costruzione di un nuovo grande presbiterio secondo modo et struttura romanae ecclesiae S. Petri, il progetto di Bernardo Rossellino per il coro della basilica vaticana.
La prima pietra dell'avvio ai lavori fu benedetta e posta nelle fondamenta il 6 maggio 1522 dal cardinale Francesco Pisani che con i Canonici e i Prebendati finanziava la ricostruzione. Prendeva avvio un cantiere monumentale che sarebbe perdurato per due secoli. Il 2 gennaio 1551 il capitolo dei Canonici approvava il modello per il presbiterio dell'ingegnosissimo e illustrissimo Michelangelo Buonarroti a sostituzione di un progetto di Jacopo Sansovino. Il progetto michelangiolesco fu portato a compimento dal proto Andrea da Valle e da Agostino Righetto, nei decenni successivi con non poche variazioni all'idea originale. Il presbiterio veniva inaugurato dal vescovo Federico Cornaro il 14 aprile 1582. Corner aveva intatto fatto abbattere il vecchio campanile medievale che si innalzava sulla sinistra, rispetto alla facciata e fece concludere l'attuale, già principiato dal cardinale Pisani. La facciata vecchia fu prolungata e adornata con un portale che precedentemente era alla parte destra della facciata orientale. 
Verso il 1635 si proseguì con la costruzione del braccio destro del transetto e nel 1693 con quello sinistro, mentre i resti della vecchia cattedrale venivano via via demoliti e occupati dalle nuove navate progettate da Gerolamo Frigimelica e da Giambattista Novello.
Il 25 agosto 1754 il cardinale Carlo Rezzonico consacrò solennemente la nuova cattedrale che ricevette poi il titolo di basilica minore.
Nel 1756 si iniziò a costruire la cupola maggiore su progetto di Giovanni Gloria e di Giorgio Massari.
Il 13 maggio 1797 le truppe francesi irruppero nel duomo e lo spogliarono accuratamente di tutta l'argenteria, splendido dono in gran parte di Clemente XIII e di altri effetti preziosi.
Nel 1822 la copertura della cupola maggiore bruciò in seguito la caduta di un fulmine. Venne ricomposta poi sotto la guida dell'ingegner Giuseppe Bissacco.
Nel 1931, a cura del canonico Giovanni Alessi e dell'architetto Vittorio Bettin si restaurò il settecentesco pavimento della basilica alterando la precedente conformazione e asportando, nell'occasione, numerose lapidi sepolcrali.

## L'amplissimo capitolo della cattedrale
Il capitolo canonicale della cattedrale patavina vanta una storia millenaria e un tempo era annoverato tra i più ricchi e nobili d'Italia, tanto che i Canonici (sin dal IX secolo) erano definiti "cardinali di Lombardia" e il vescovo, parte integrante del capitolo, era definito "piccolo papa". Al capitolo, "seminario dei vescovi", si aggiungevano poi altre quattro dignità come dodici sottocanonici, sei custodi e sei mansionari. Per un lungo periodo fu autonomo. Tre pontefici uscirono dal capitolo canonicale della cattedrale: Eugenio IV, Paolo II e Alessandro VIII più diciotto cardinali.

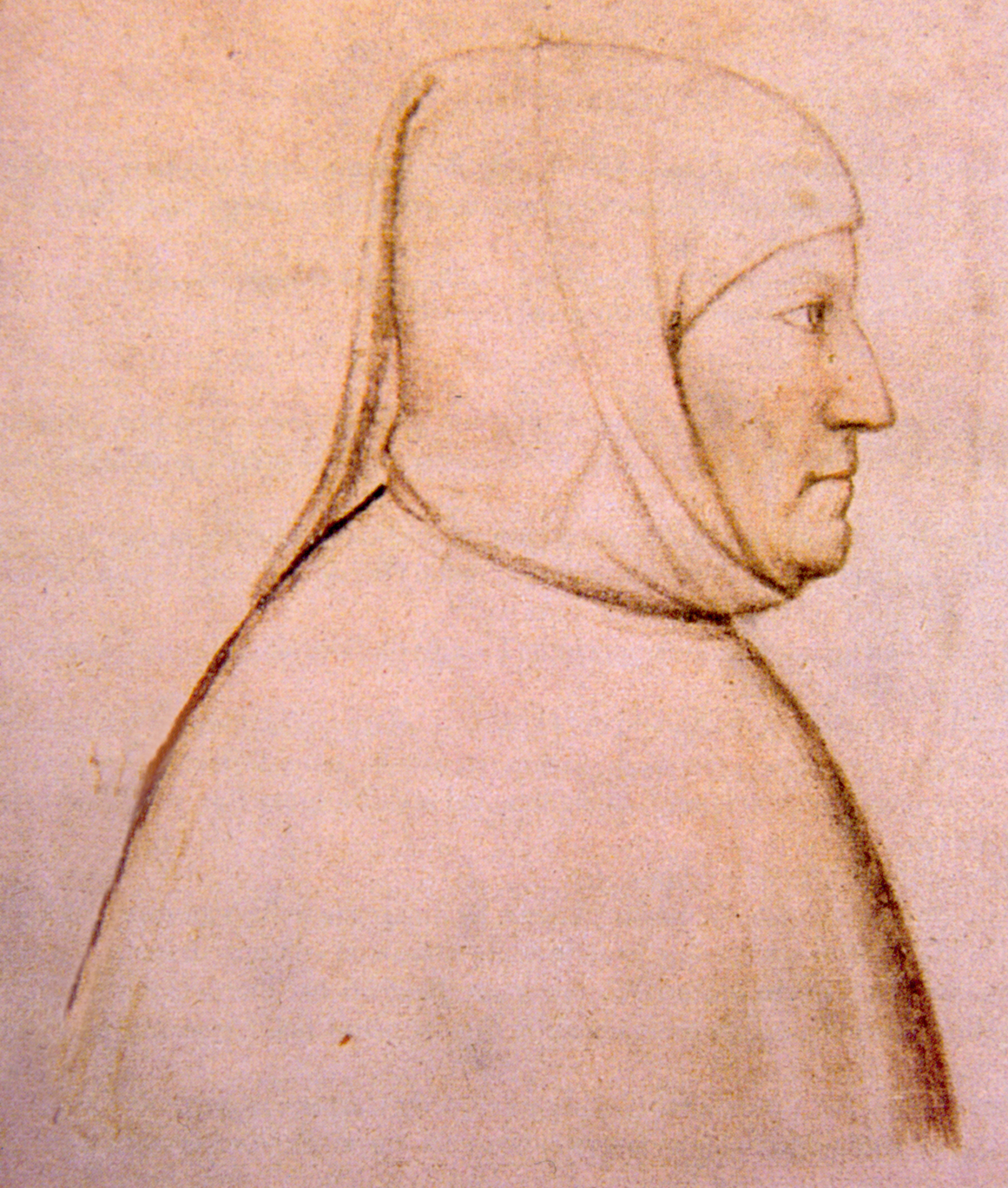
Francesco Petrarca ritratto da Altichiero da Zevio. Il poeta indossa gli abiti canonicali

La prima dignità corrisponde nel ruolo di canonico arciprete della cattedrale che è a capo del capitolo prima dignitas post pontificalem; questo, a contrario di altri capitoli che hanno conservato nell'arcidiacono il ruolo primaziale, si deve probabilmente alla figura di san Bellino: in seguito al suo ministero sembra stabilita la precedenza dell'Arciprete sopra l'Arcidiacono.
(Ordinem per circulum anni secundum consuetudinem Ecclesia Patavina, pagina 3 e seguenti)
Con la bolla "Decorem Domus Dei" del papa Alessandro VI al capitolo fu aggiunta la carica del primicerio che seguiva in terza posizione le dignità dell'arciprete e dell'arcidiacono godendo di vari benefizj tra cui San Pietro in Volta; il primo fu Nicolò Malipiero dal 1496.
Papa Benedetto XIV, con mediazione del vescovo Carlo cardinal Rezzonico, concesse ai Canonici: «l'uso nel coro di Cappa magna, e di Rocchetto, in tempo d'inverno, e di Cotta sopra il Rocchetto nella state, come i Canonici delle Basiliche di Roma; di portare il cordone rosso nel Cappello; nel celebrar la Messa l'uso del Canone, e della Bugia; di godere de' privilegi de' Protonotari della S. Sede, e di mettere sulle loro armi il Cappello de' medesimi Protonotari»; va aggiunta pure una speciale croce pettorale "di smalto" e "con nastro porpureo pendente al collo" donata da papa Clemente XIII ai canonici «con l'obbligo di tramandarla ai Successori»; questa è decorata da una parte dell'Assunzione della Beata Vergine, dall'altro da san Gregorio Barbarigo.
Ai canonici e i canonici onorari, ancora oggi tutti protonotari apostolici soprannumerari durante munere, si aggiungono gli arcipreti di Montagnana, Cittadella e Thiene (pure protonotari) e gli arcipreti col titolo di abate mitrato di Piove di Sacco ed Este.

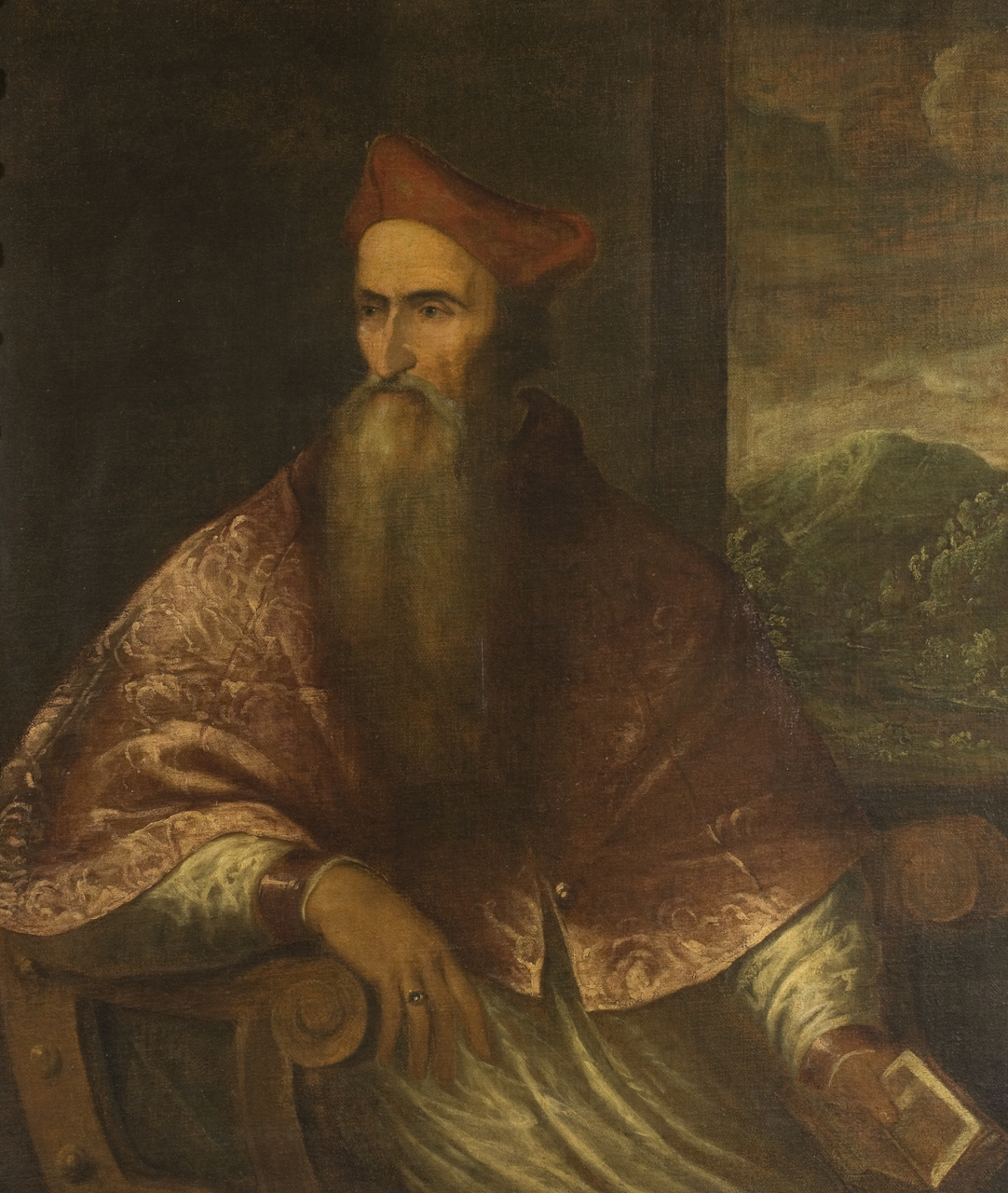
Pietro Bembo che nel capitolo fu canonico soprannumerario per privilegio pontificio

Tra le figure di spicco e levatura culturale troviamo nel Dugento Pietro Colonna, poi elevato alla porpora da papa Nicolò IV. Tra il Trecento e il Quattrocento furono canonici Francesco Petrarca e il compositore Johannes Ciconia. In seguito Pietro Bembo fu "Canonico soprannumerario per privilegio Pontificio" e ancora Paolo Gualdo assunse la prima carica di arciprete.
Oggigiorno l'istituzione soffre di un'oggettiva decadenza.

### Cronotassi dei canonici arcipreti della cattedrale
- Leoperto preposito (874)
- Lorenzo archipresbiter, rector, custos in Ecclesia S. Maria (950-964)
- Anselmo (964-970)
- Martino (979)
- Grimaldo (979)
- Eldidino (1034)
- Iveldino (1041)
- Inno (1065)
- Grimaldo (1071)
- Eriberto (1088)
- Alberto (1102)
- San Bellino Bertaldi (1109-1128)
- Viviano (1128-1139)
- Uberto Spiga (1139-1166)
- Wifredo (1166-1194)
- Giambono Scarella (1194-1203)
- Floriano (1203-1220)
- Giacomo Conrado (1220-1230)
- Egidio (1230-1236)
- Dellacorra (1236-1256?)
- Pietro Scrovegni (1256-1276)
- Tommaso Guarnerini (1276-1282)
- Bovetino de' Bovetini (1282-1294)
- Giovanni degli Abbati (1294-1301)
- Altigrado Cattaneo (1301-1304)
- Pandolfo da Lusia (1304-?)
- Aiperto Orzalemo (1313-?)
- Conrado Concoregio (1316-1330)
- Matteo Reate (1330-1333)
- Bartolomeo Capodivacca (1333-1356)
- Pileo da Prata (1356-1359)
- Giovanni Piacentini (1359-1365)
- Angelo Castiglione (1365-1384)
- Conte da Carrara (1384-1388?)
- Giovanni Enzenguerati o Enzegerati (1389-1397)
- Francesco Zabarella (1397-1414)

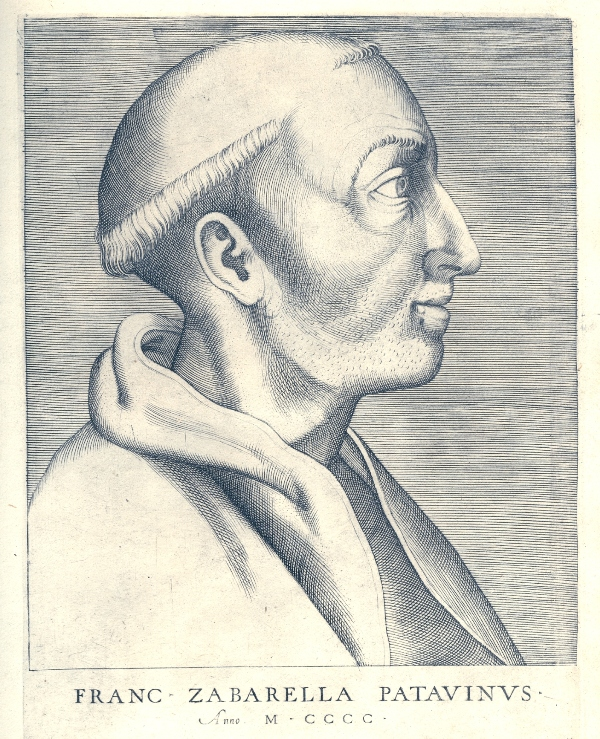
Il cardinale Francesco Zabarella, arciprete della cattedrale

- Bartolomeo degli Astorelli (1414-1421)
- Benedetto Galli dalla Galta (1421-1426)
- Bartolomeo Zabarella (1426-1430)
- Agostino Michiel (1430-1447)
- Girolamo Michiel (1447-1472)
- Gabriele Contarini (1472-1477)
- Nicolò Franco (1477-1480)
- Taddeo Querini (1480-1509)
- Pietro Lippomano (1509-1517)
- Angelo Lippomano (1517-1548)
- Francesco Zabarella (Coadiutore dal 1543, stabile 1548-1571)
- Ludovico Zabarella (Coadiutore dal 1561, stabile 1571-1591)
- Girolamo Zacco (1591-1609)
- Paolo Gualdo (1609-1621)
- Giuseppe Gualdo (1621-1640)
- Albertino Barisoni (1640-1656)
- Galeazzo Mussato (1656-1665)
- Paolo Dolfin (1665-1671)
- Pietro Antonio Dolfin (1671-1685)
- Antonio Loredan (1685-1713)
- Faustino Bonlini (1713-1733)
- Antonio Marino Priuli (1733-1738)
- Girolamo Barbarigo (1738-1760)
- Lauro Campolongo (1760-1771)
- Giovanni Dotto (1771-1797)
- Marco Regolo Sambonifacio (1797-?)

--
- Vincenzo Scarpa (1829-1854)
- Giovanni Battista Marconi
- Angelo Fontanarossa (1870?)

--
- Giuseppe Schievano
- Ulderico Gamba
- Giovanni Foffani (?-1992)
- Piero Lievore (1992-2014)
- Umberto Sordo (2014-2018)
- Maurizio Brasson (2018-2021)
- Giuliano Miotto (dal 2021)

## Descrizione

### Esterno
La basilica di Santa Maria Assunta nella cattedrale si innalza tra l'imponente mole del palazzo episcopale e la compatta massa del battistero. La pianta è a croce latina. Sulla terza campata si eleva un tiburio ottagonale e sulla crociera del transetto l'alta cupola del Gloria coperta a piombo. Ai lati del presbiterio si innalzano due sacrestie, quella dei Canonici e quella dei Prebendati. Tra quest'ultima sacrestia e il braccio del transetto destro si eleva il campanile. Le porte laterali aprono rispettivamente sul piccolo cortile della canonica e su via dietro duomo, verso l'ingresso carraio del palazzo episcopale.
Sul campanile è incastonata una lapide mutila d'età romana che menziona la Gens Fabia di Veio, titolo che spettò alla popolazione patavina dai tempi della fondazione del municipium nel 49 a.C.

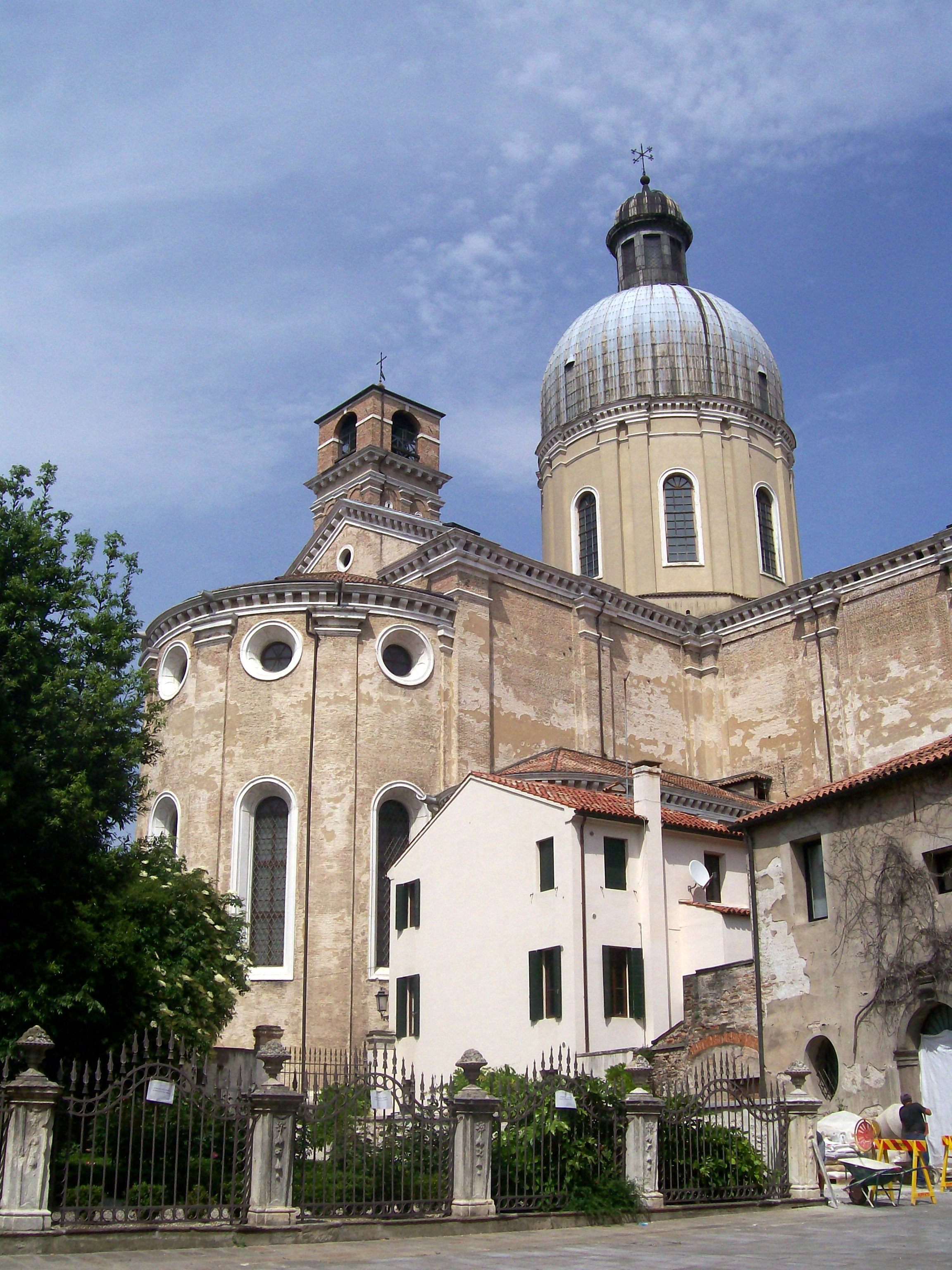
Veduta dell'abside e della cupola maggiore
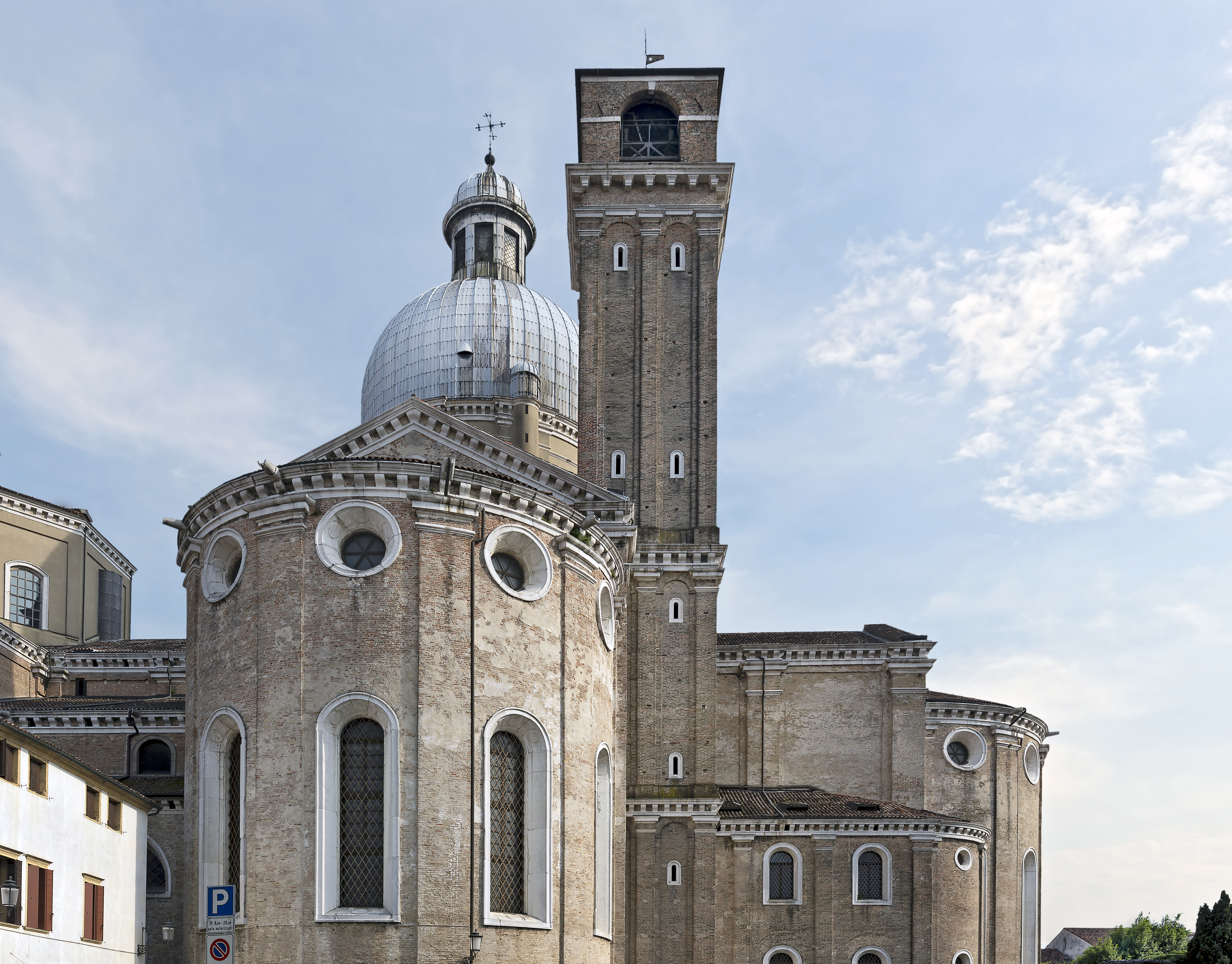
Il campanile

### Campane
Il campanile della Cattedrale ospita un concerto di sette campane a sistema veronese (6 in scala di Do + ottavino), tutte fuse dalla Fonderia Pontificia Daciano Colbachini e Figli di Padova nel 1923.

#### La facciata incompiuta
La facciata su cui si aprono i tre portali è incompleta. Secondo Gerolamo Frigimelica si sarebbe dovuto aprire un arioso atrio di accesso e al piano superiore, un solenne loggiato, sullo stile delle basiliche romane; in facciata un grande frontone classico sostenuto da sei poderose semicolonne di ordine corinzio. Secondo l'architetto a collegare l'atrio, la loggia e il palazzo episcopale, si sarebbe aperta una rampa coperta, sulla destra, rimasta incompiuta. Durante i bombardamenti della prima guerra mondiale un ordigno colpì la facciata che rovinò, nella parte superiore. In occasione dei restauri si aprì il piccolo rosone.

### Interno

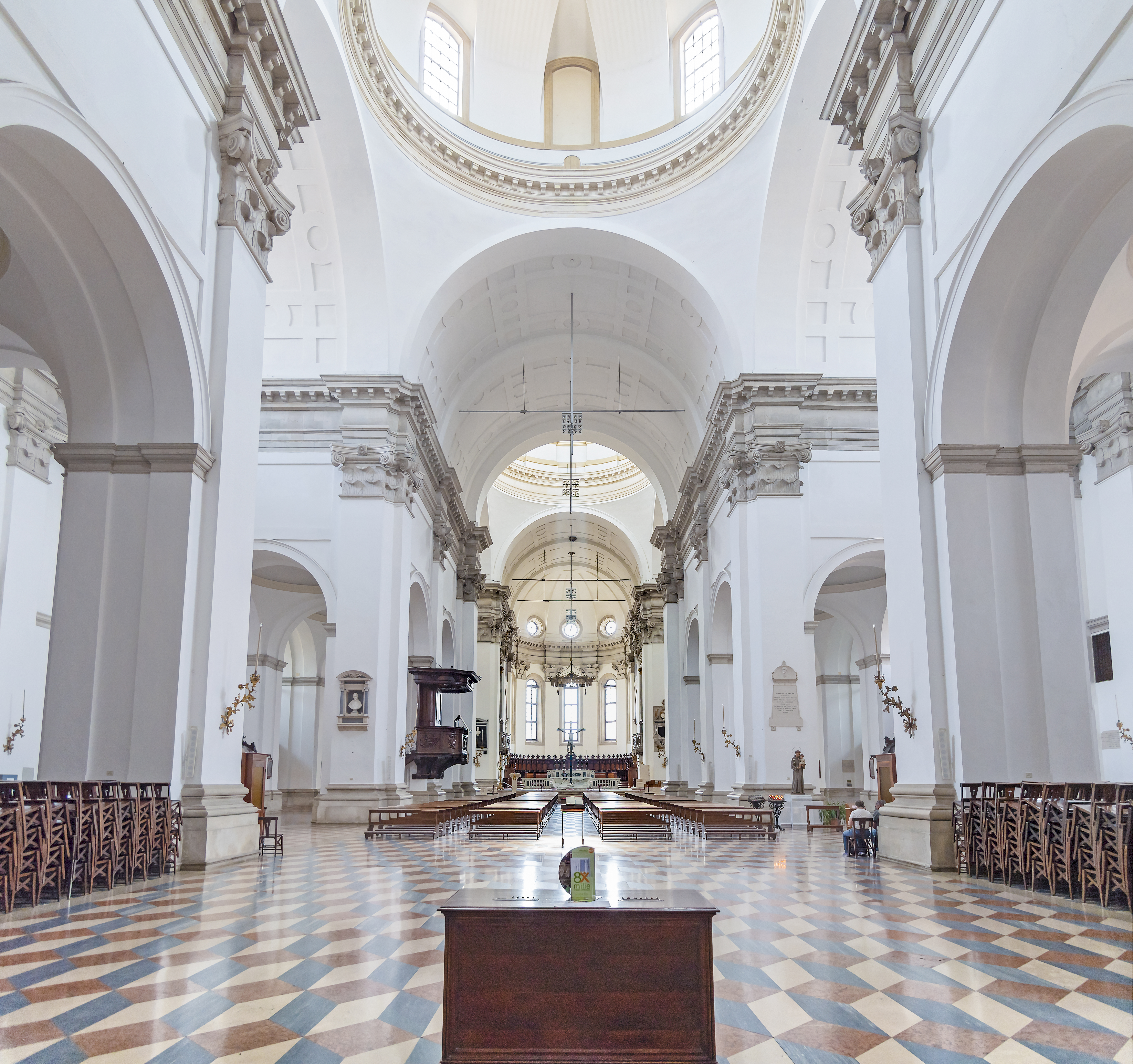
Veduta dell'interno, dalla porta maggiore.

Suddiviso in tre navate lo spazio è misurato e armonioso. Suggestiva la prospettiva dal portale maggiore. Sulla navata centrale si aprono due grandi cupole, una ellittica, in corrispondenza delle cappelle di San Gregorio Barbarigo e San Lorenzo Giustiniani e la maggiore, circolare è posta nella crociera. Lungo le navate laterali si aprono le cappelle. Sotto il presbiterio, la cripta e la cappella della Santa Croce.

#### Navata destra e cappelle
La prima cappella che si apre sulla navata destra, dall'ingresso, con altare donato nel 1760 dalla fraglia dei calzolai ospita una pala opera di Dionisio Gardini e raffigurante San Pio X (che in fu seminarista a Padova). Originariamente vi era posta una tavola di Giambattista Mingardi raffigurante il martirio dei santi Crispino e Crispiniano, protettori dei calzolai.
Nella seconda cappella, sull'altare, una pala raffigurante il martirio di san Lorenzo, opera di Alessandro Galvano. La cappella di San Lorenzo Giustiniani, con grande altare fu voluta dal Vescovo Nicolò Antonio Giustiniani per onorare il suo santo antenato. La statua in marmo di Carrara è di Felice Chiereghin (1788). La pala retrostante con la Vergine e santi è attribuita ad Alessandro Varotari "il Padovanino". Il vescovo committente è sepolto nella cappella. Alle pareti epigrafi e resti di monumenti sepolcrali vescovili appartenenti alla cattedrale macilliana. Dal 1809, dietro all'altare è posto, celato da una lastra marmorea, il corpo di san Leonino vescovo di Padova, un tempo venerato nella chiesa di San Leonino in Prà della Valle.
Nell'altare seguente, una moderna raffigurazione del Sacro Cuore (di R. Mulata) a sostituzione di San Carlo Borromeo in preghiera, opera di Battista Bissoni, già nella basilica antoniana.
Nell'atrio della porta alla canonica due monumenti di Girolamo Campagna, quello di sinistra a Sperone Speroni e quello di destra della figlia Giulia Speroni.

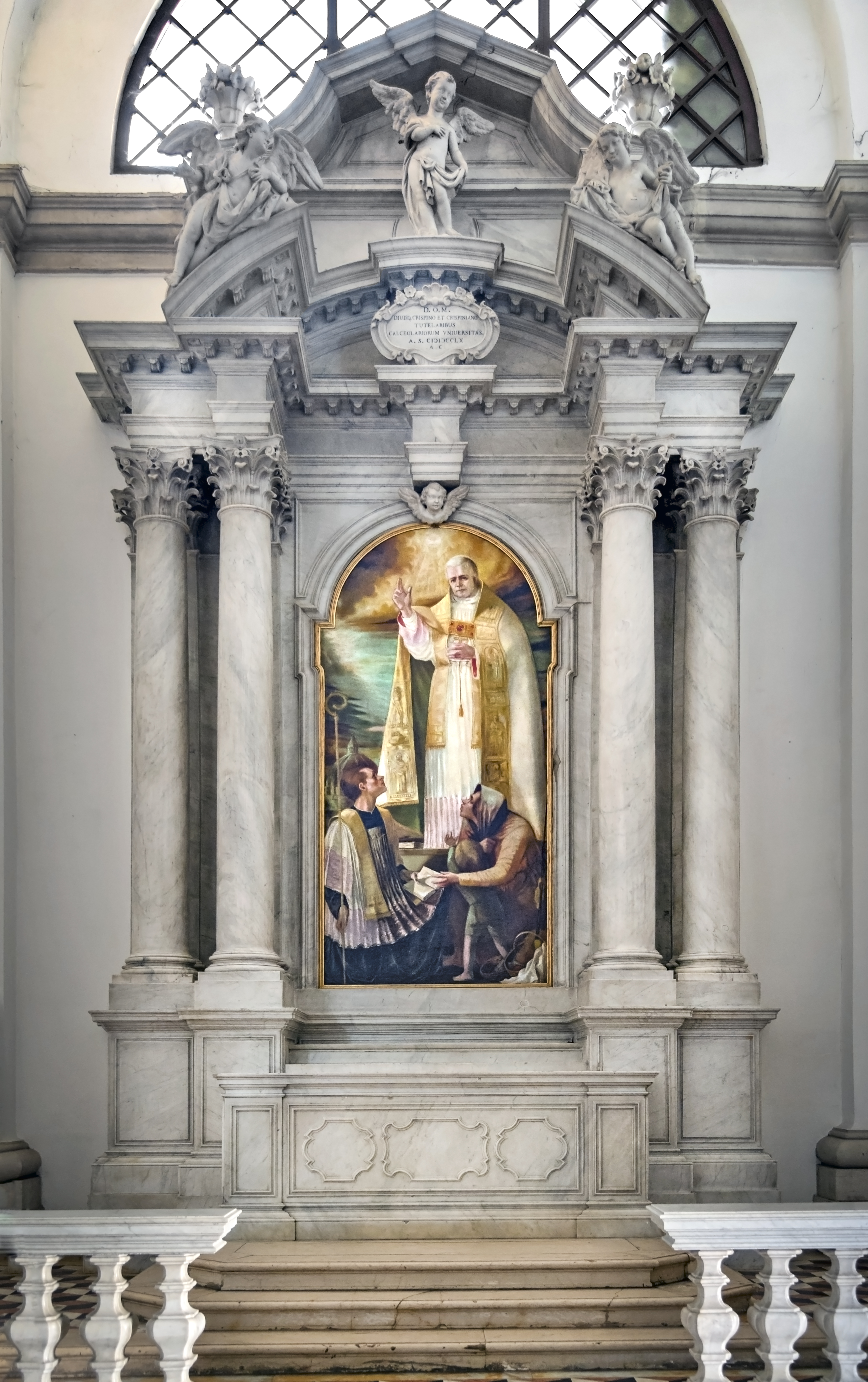
Cappella di San Pio X.
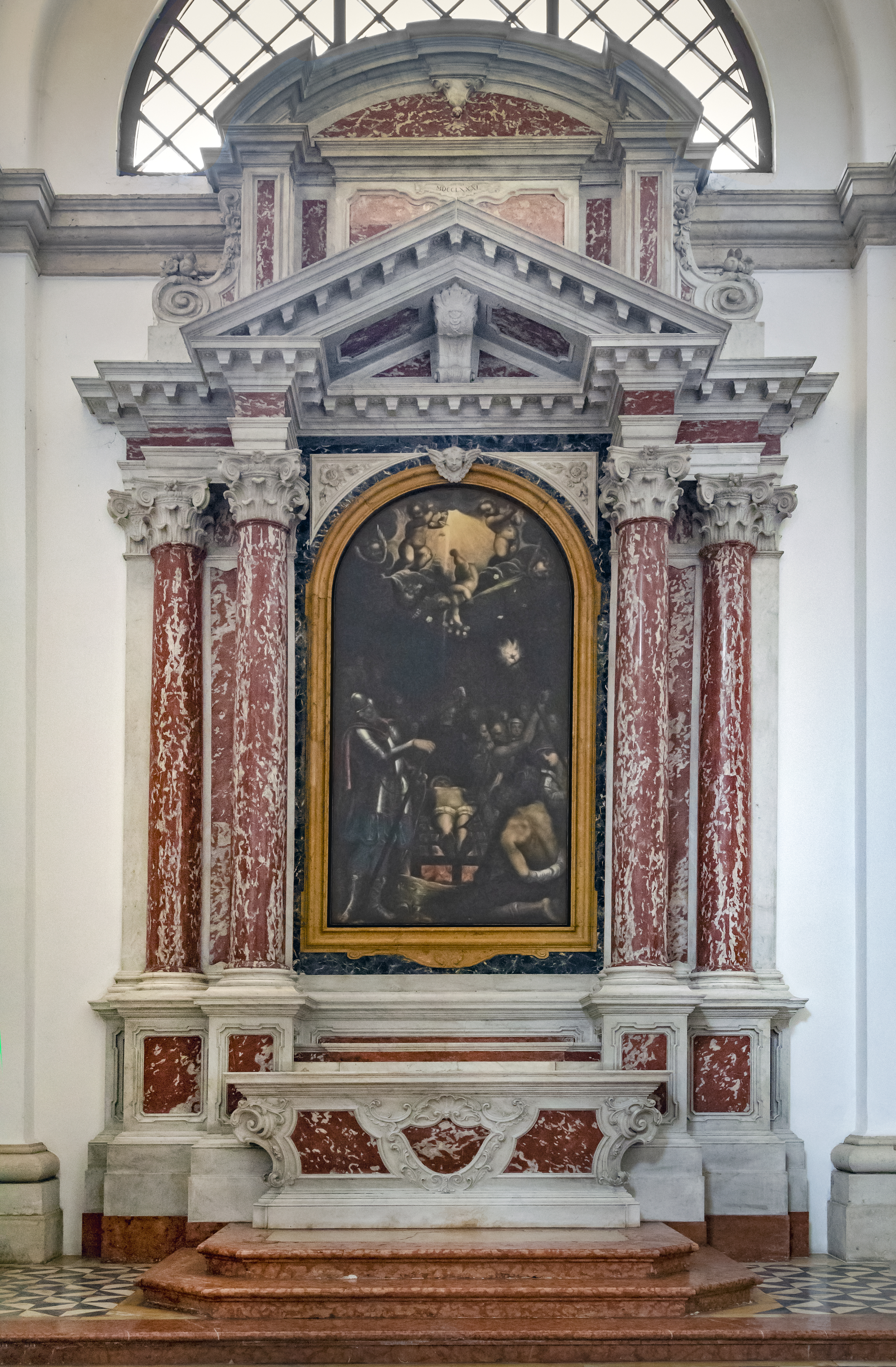
Cappella di San Lorenzo martire.
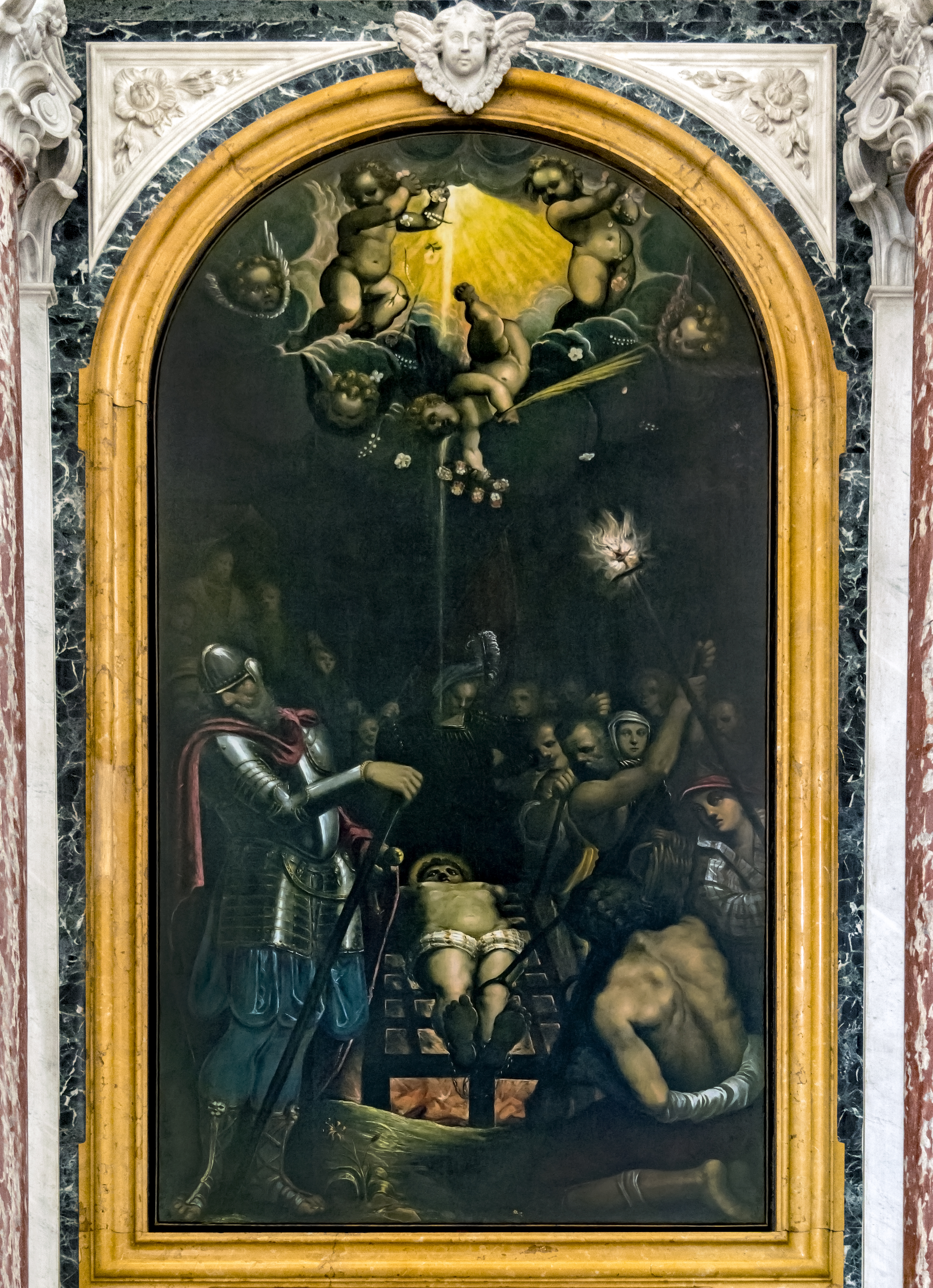
San Lorenzo martire di Alessandro Galvano.
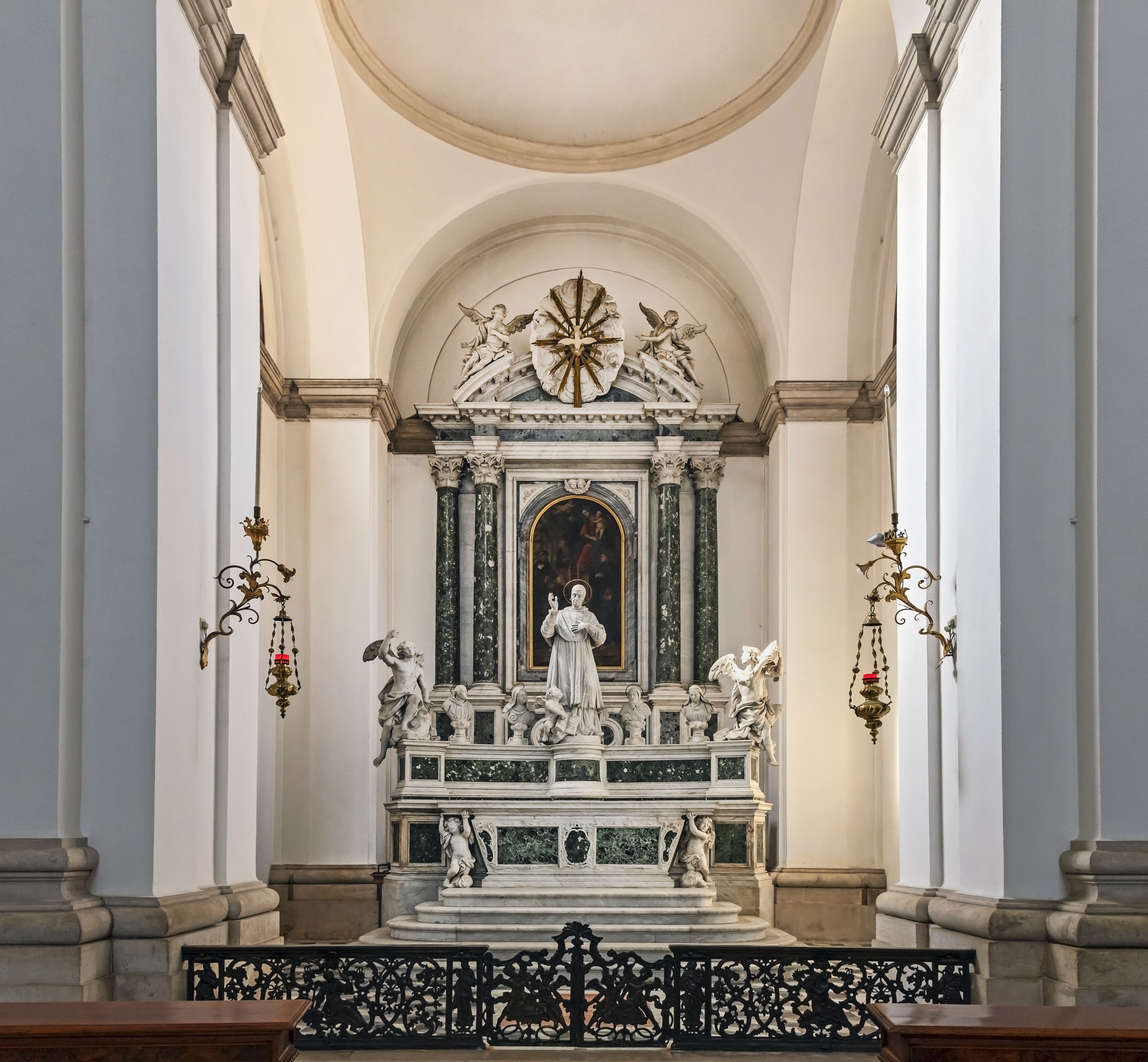
Cappella di San Lorenzo Giustiniani.
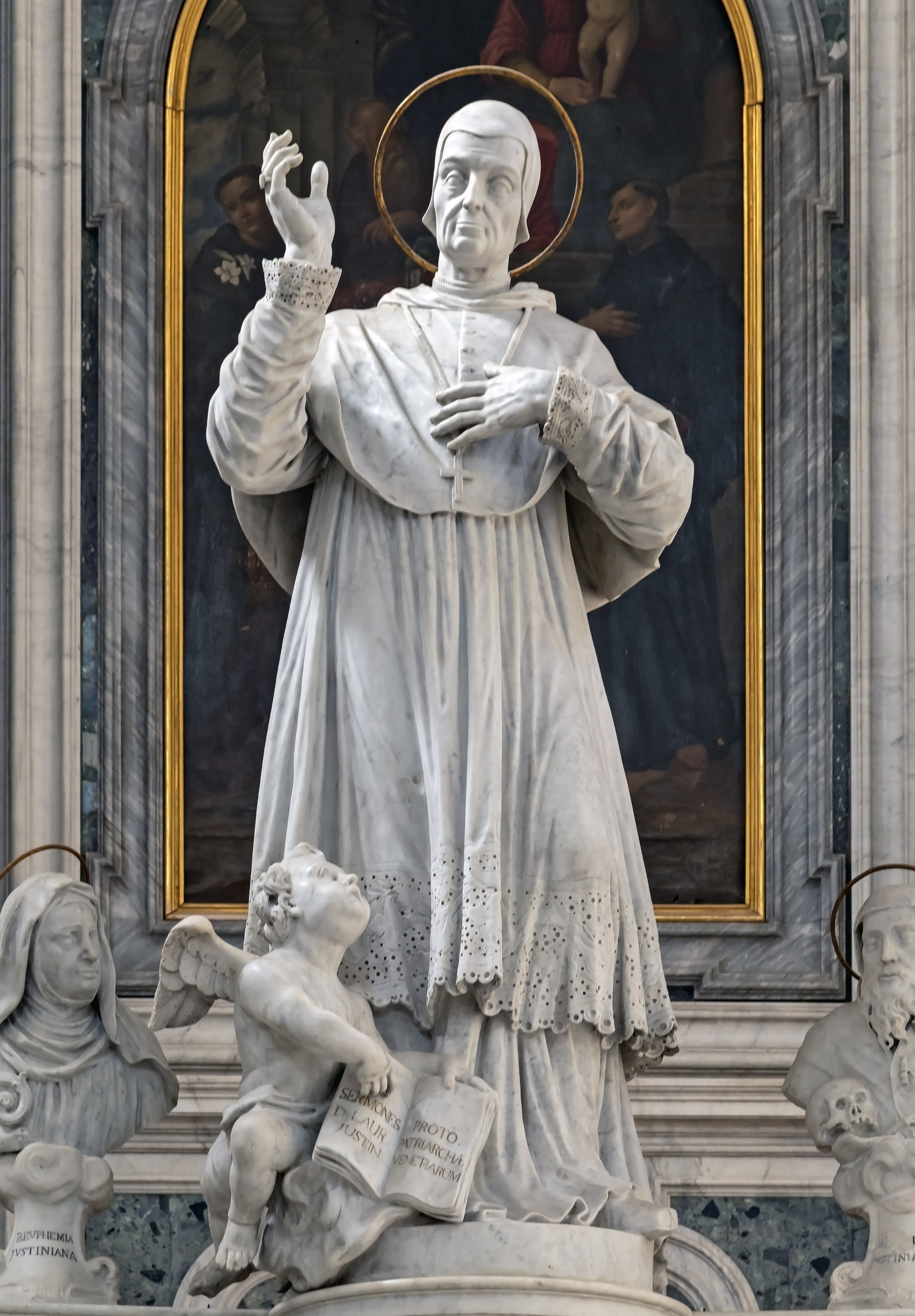
La statua di san Lorenzo Giustiniani di Felice Chiereghin.
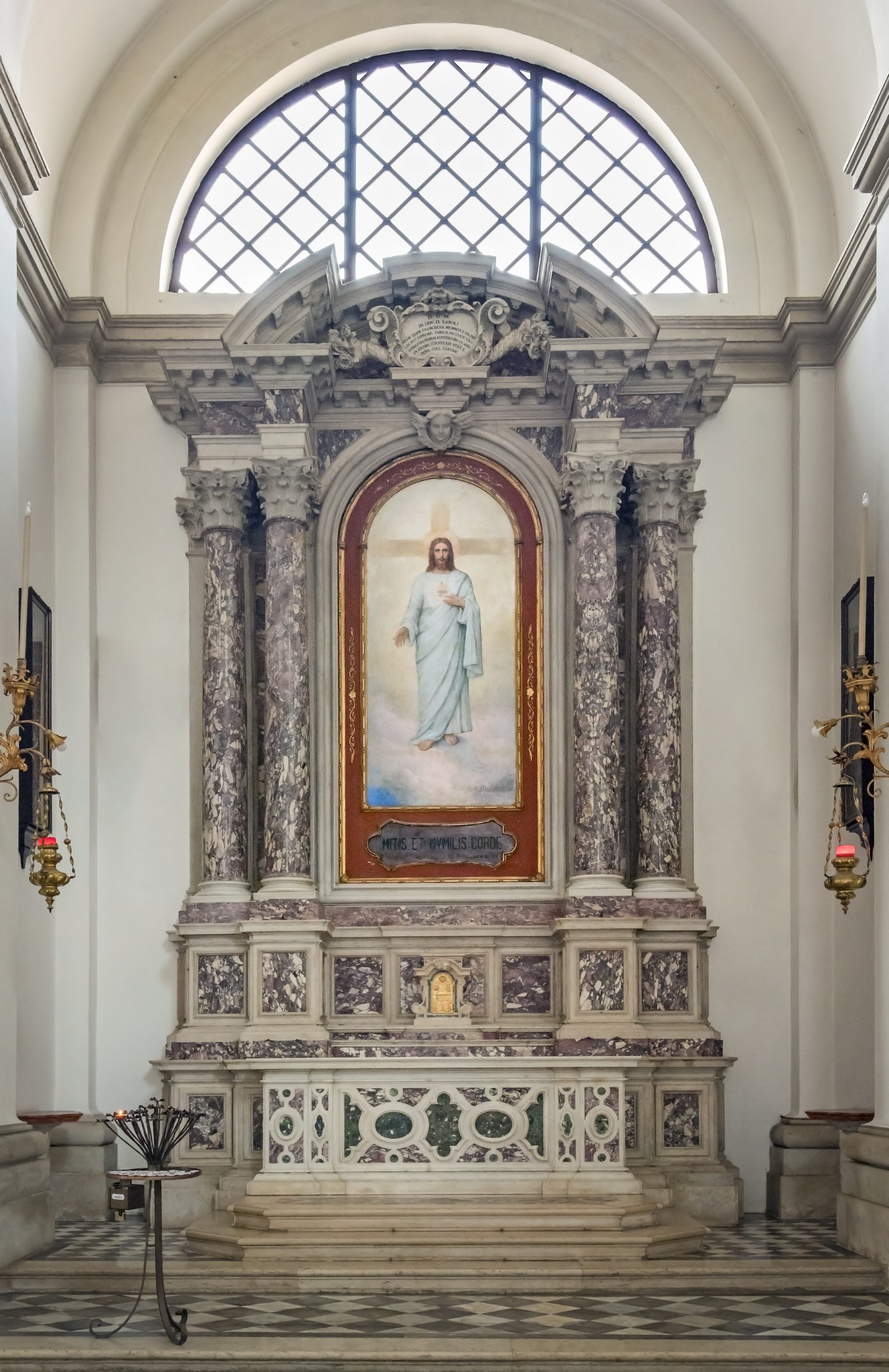
Cappella del S.Cuore o di S.Carlo.

#### Cappella della Madonna dei Miracoli
Sul grandioso altare, opera di Mattia Carneri che lo disegnò nel 1647 è esposto un dipinto bizantineggiante ritenuto per secoli opera di Giotto, ma in realtà il dipinto è ben più antico anche se l'attuale è frutto di un restauro o di una ridipintura seicentesca. La macchina lignea con volute e cherubini su cui è esposto il dipinto, poggia su un pianerottolo rialzato su cui saliva il vescovo o i canonici durante le solennità mariane a venerare l'immagine. Ai lati due statue, opere di Bernardo Falconi, raffiguranti i santi Pietro e Paolo. Sui fianchi dell'altare i cancelli bronzei con i dottori della chiesa precedentemente posti a chiusura del presbiterio, splendida opera di Angelo Scarabello.
In alto, due teleri: una Adorazione dei Magi di Francesco Zanella e l'Incoronazione della Vergine di Gregorio Lazzarini.
Sul lato destro l'arca e gisant policromo del cardinale Francesco Zabarella, sormontata da monumentale arcosolio gotico su cui sono poste cinque statue (Vergine e santi) attribuite a Rinaldino di Francia. Il monumento si trovava nella cattedrale maciliana, nella cappella di San Paolo e venne poi rimontato nell'attuale posizione nel 1641 levando via tutto l'oro che vi era per essere consumato per spese della famiglia del conte Giacomo Zabarella che commissionò a Luca Ferrari le decorazioni pittoriche a sostituzione degli affreschi quattrocenteschi presenti originariamente.
Dall'altra parte, monumenti funebri di canonici tra cui le iscrizioni del cardinale Bartolomeo Zabarella e di Achille Zabarella.

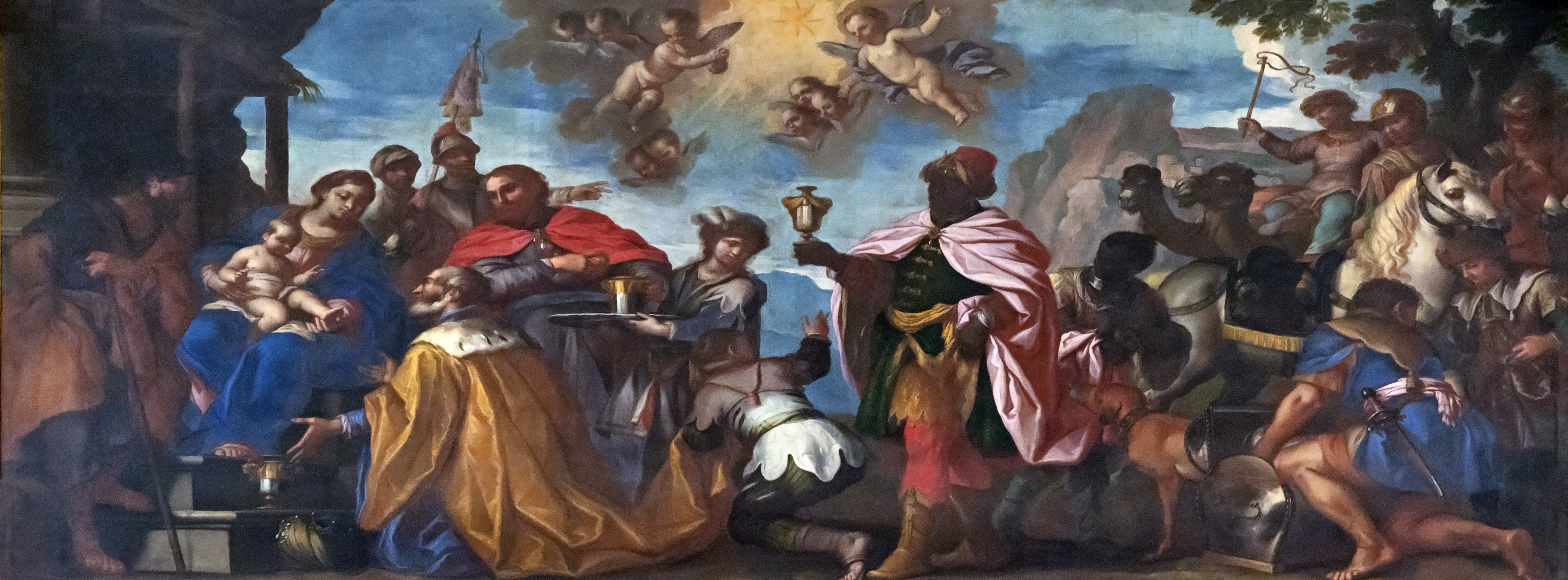
Adorazione dei Magi di Francesco Zanella
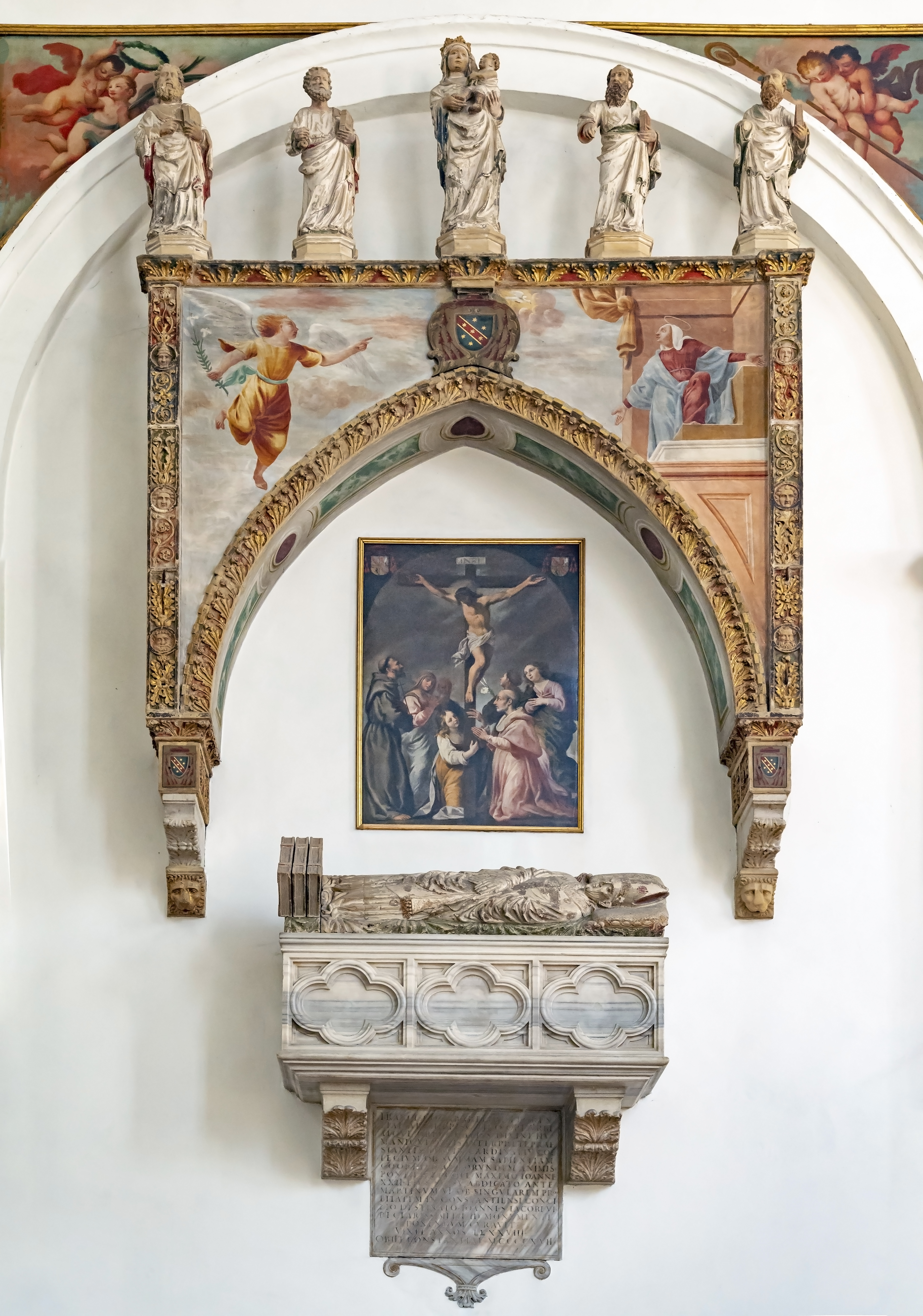
L'arca del cardinale Francesco Zabarella
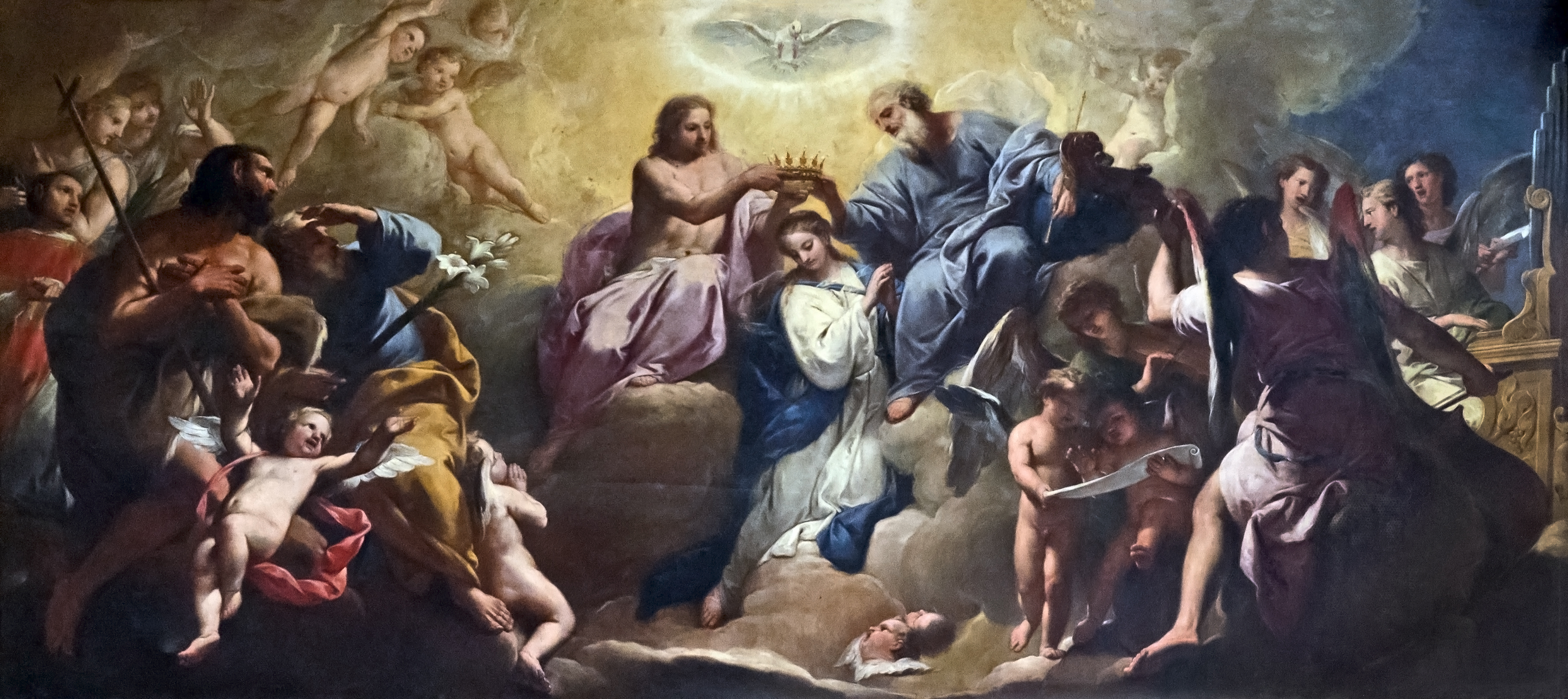
Incoronazione della Vergine di Gregorio Lazzarini
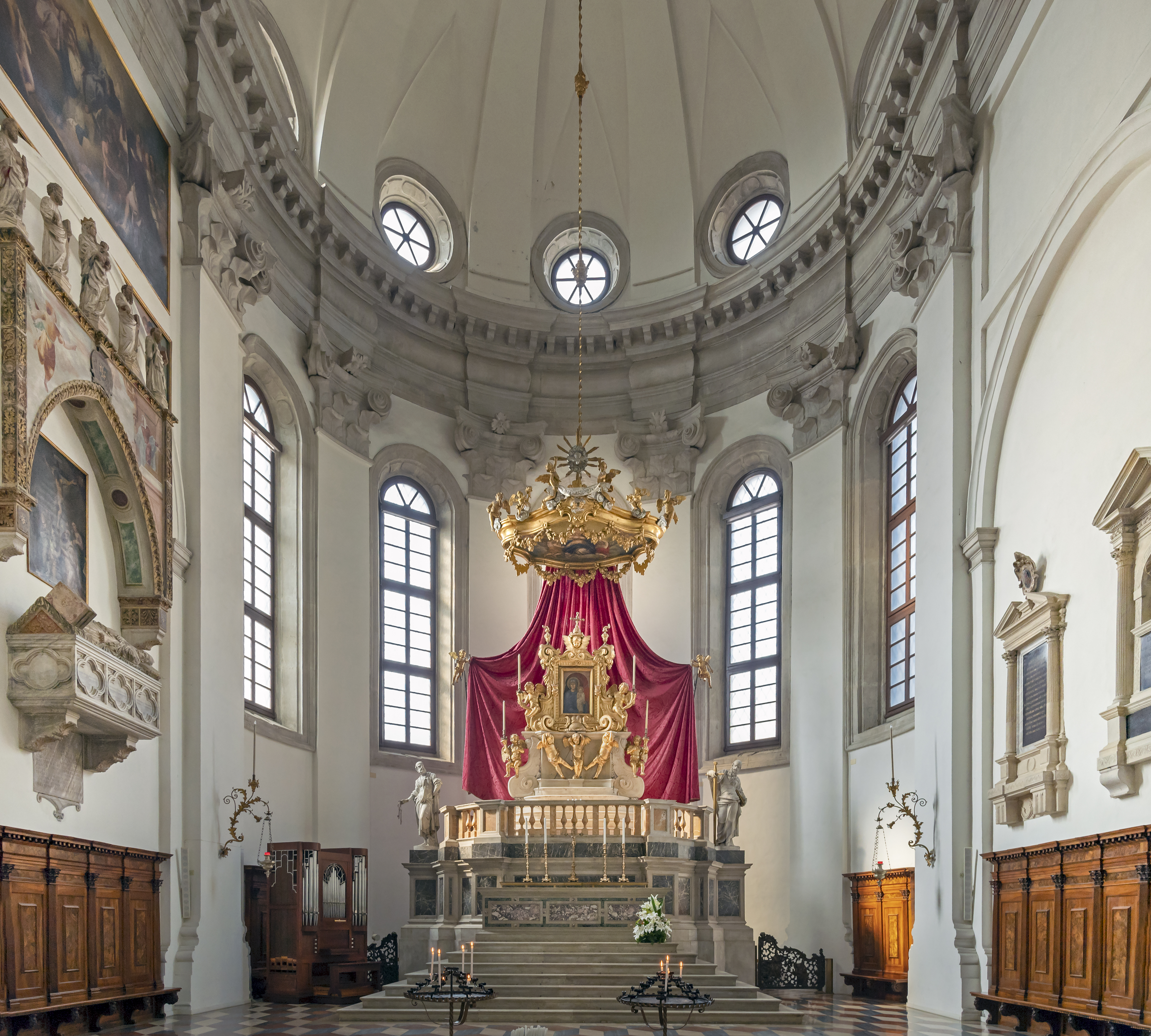
Cappella della Madonna dei Miracoli
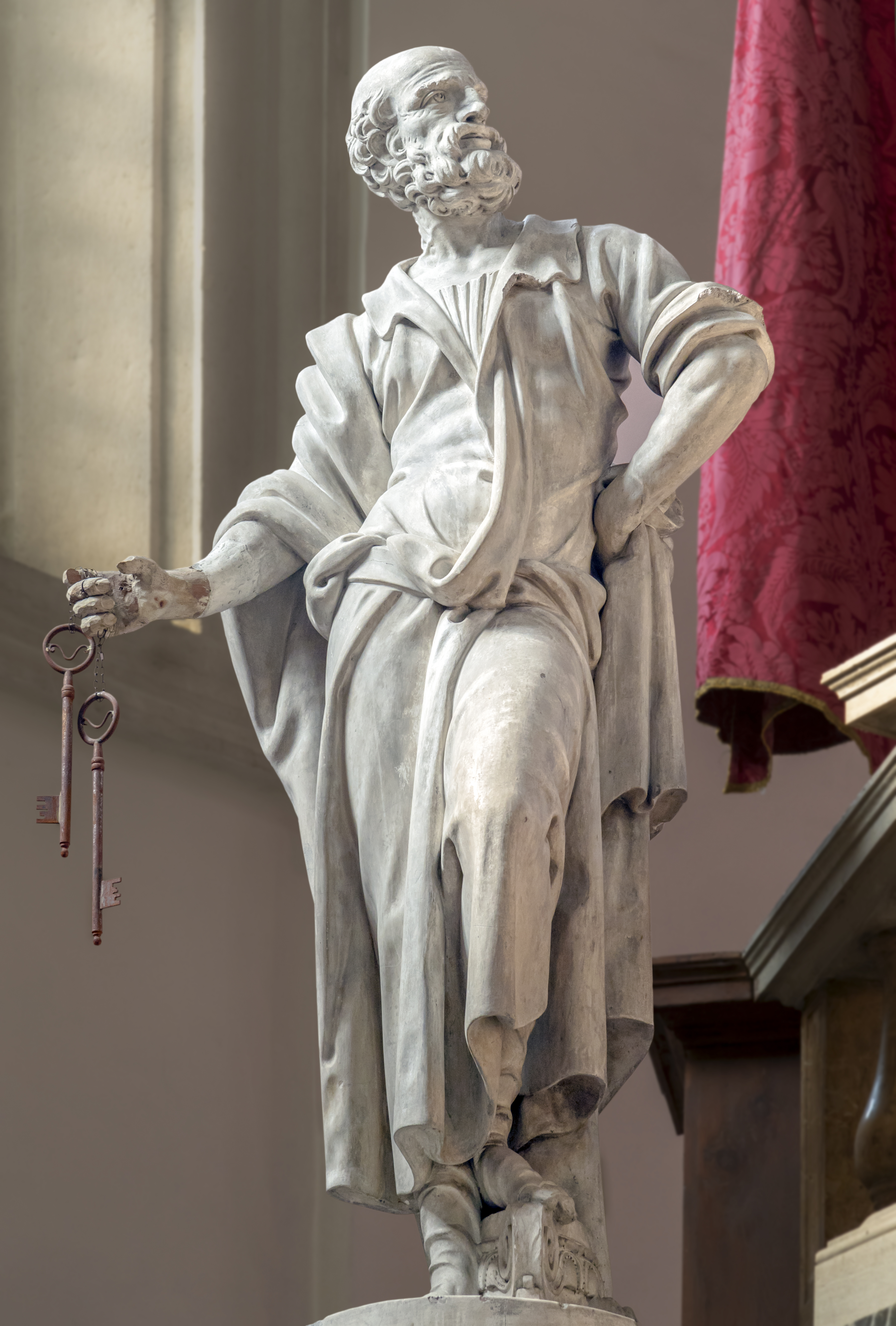
San Pietro di Bernardo Falconi
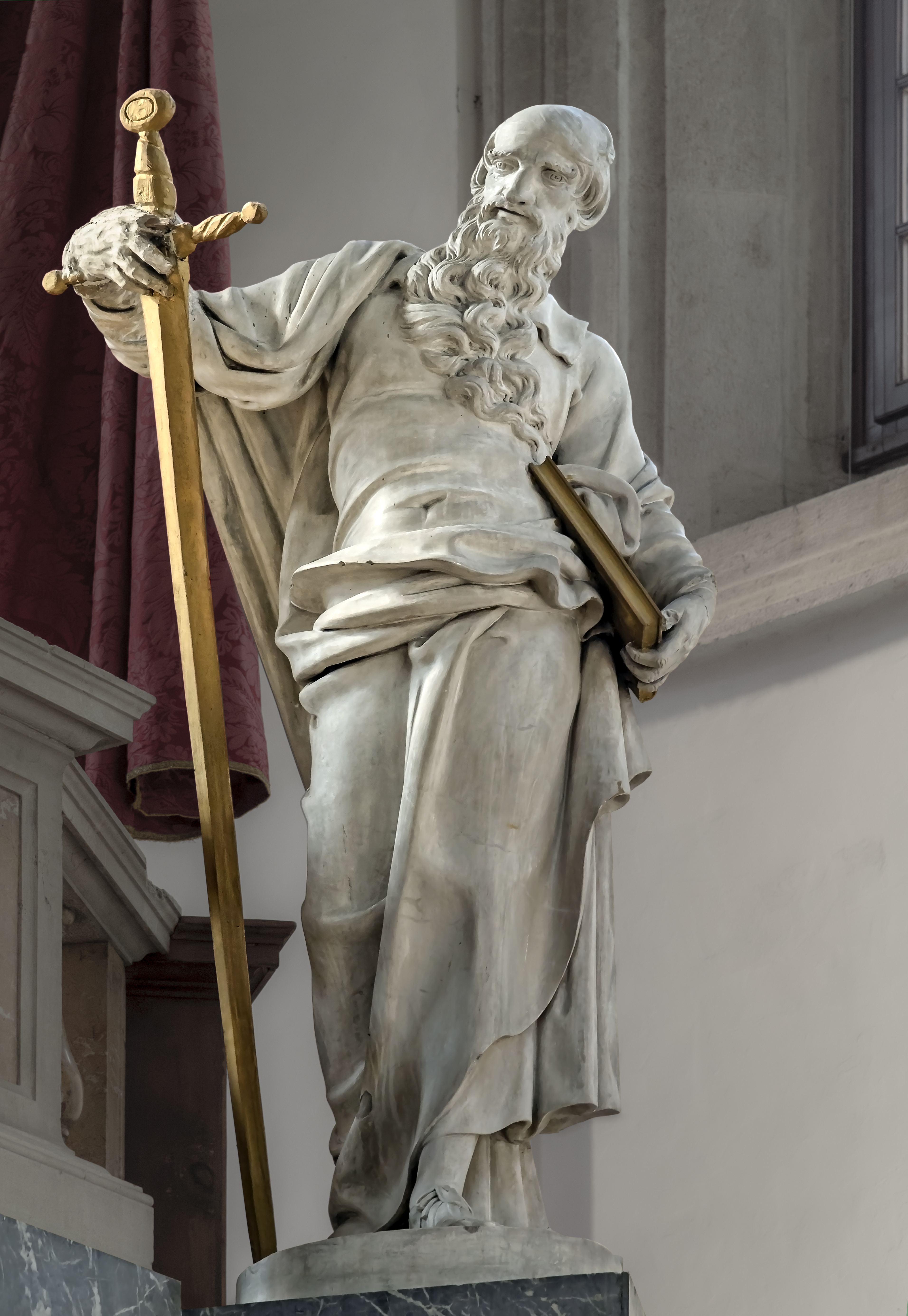
San Paolo di Bernardo Falconi

#### Sacrestia dei Prebendati
Nell'atrio, sopra la porta della sacrestia una piccola Natività seicentesca dalla ricca cornice intagliata, ai lati una tela di Andrea Vicentino e une tela di Francesco Minorello. All'interno tele seicentesche tra cui copia da Caravaggio. Spiccano due Santi Pietro e Paolo di Francesco Lopez. Al centro del soffitto, Assunzione, su tela di Niccolò Bambini e affreschi di Francesco Zanella.

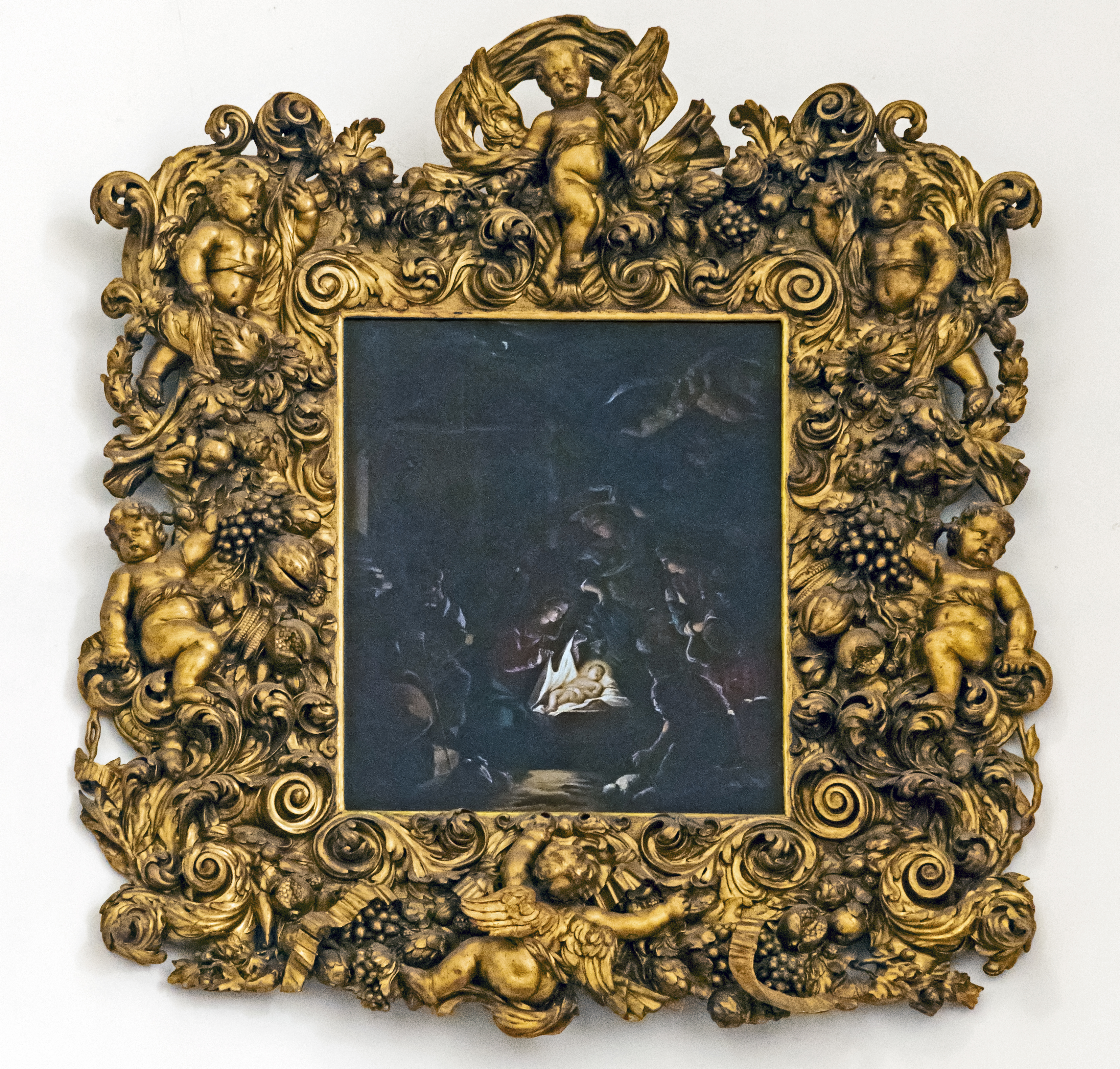
Natività seicentesca dalla ricca cornice intagliata
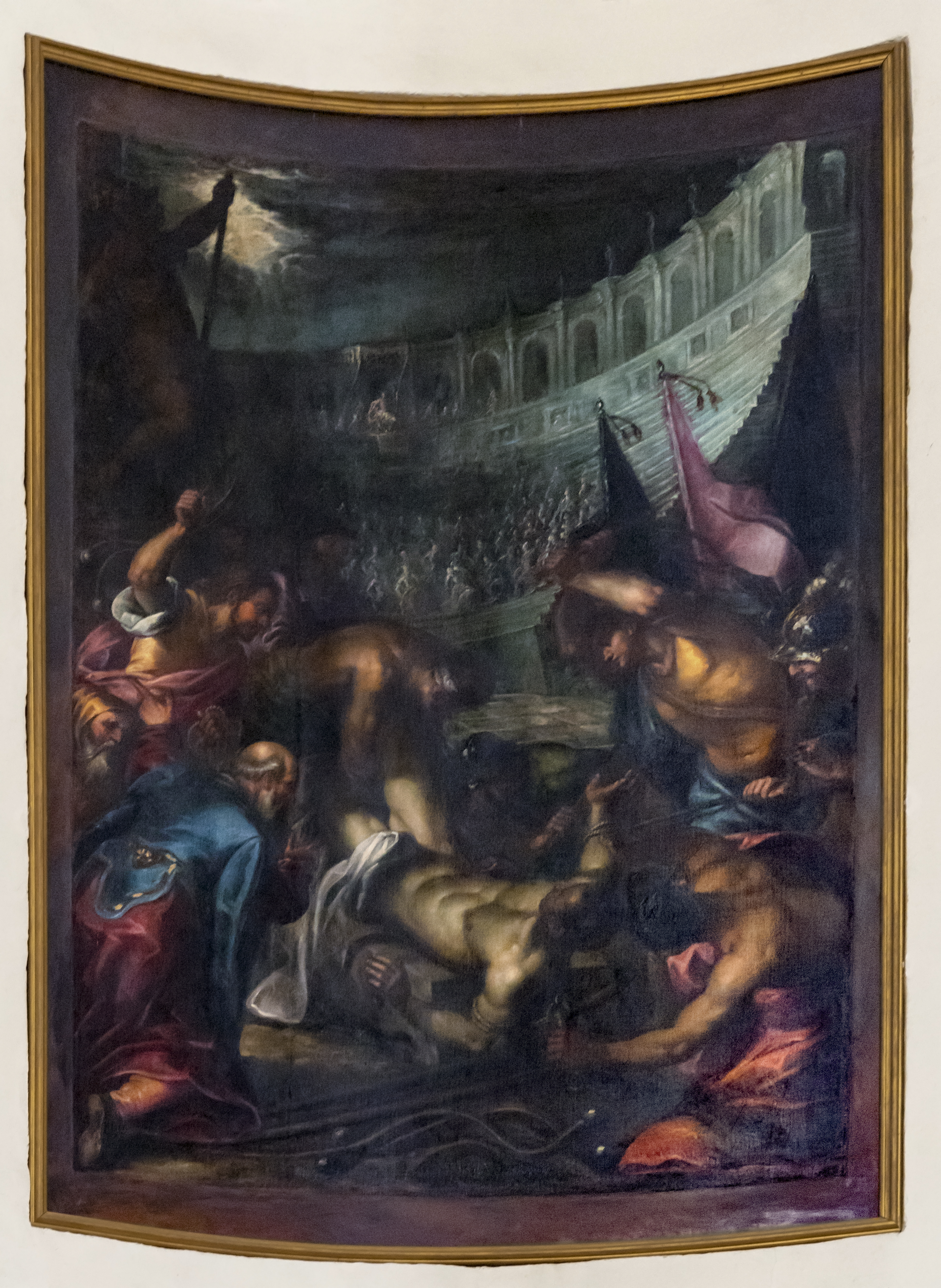
Martire di Andrea Vicentino
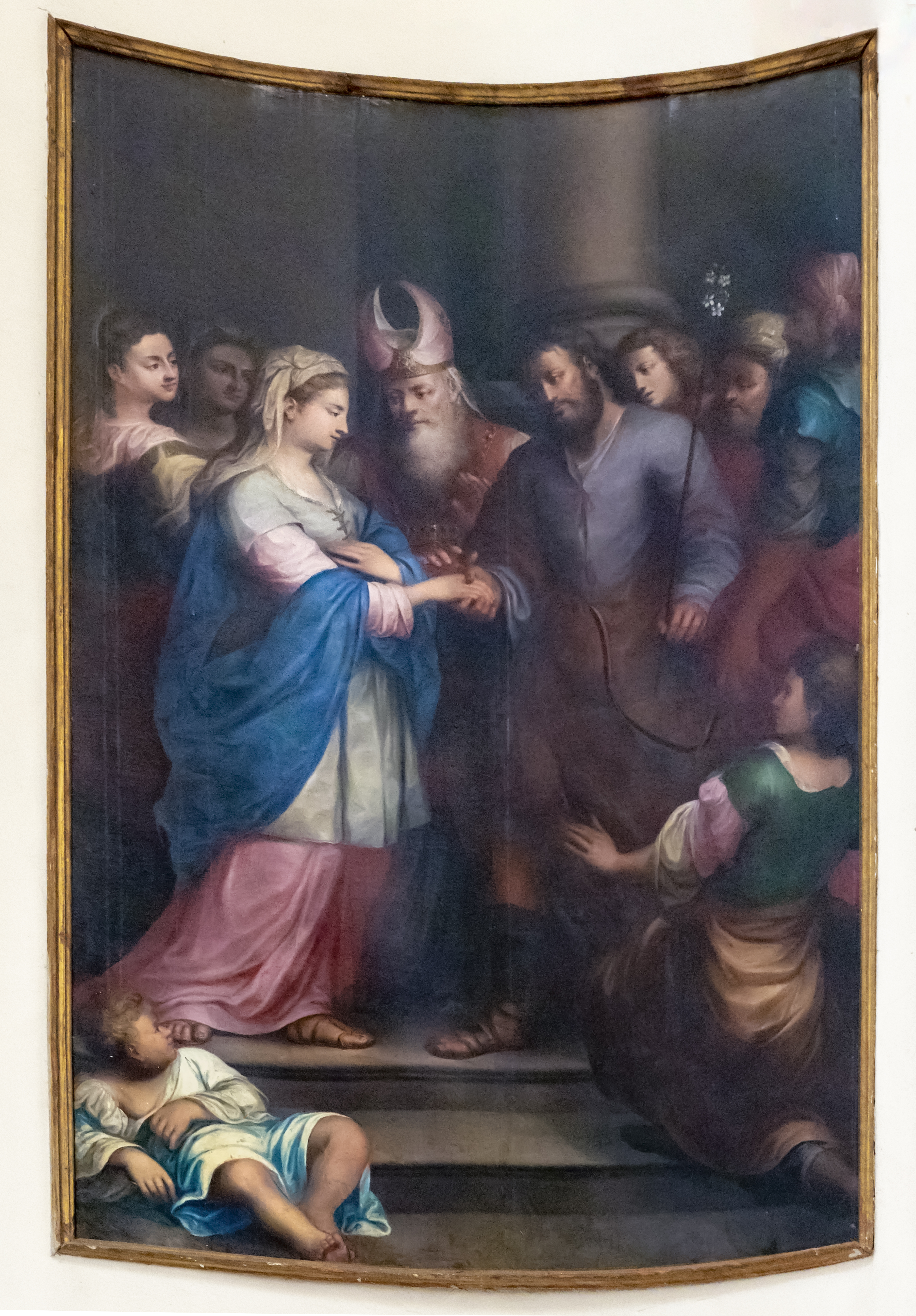
Lo Sposalizio della Vergine di Francesco Minorello

#### Presbiterio
Sul lato della sacrestia dei Prebendati v'è un monumento barocco del cardinale Pietro Valier, il busto è una copia seicentesca di un lavoro di Gian Lorenzo Bernini, sull'altro, verso la sacrestia dei Canonici vi è il monumento al vescovo Francesco Scipione Dondi dall'Orologio. Tra gli organi, l'altare maggiore di Daniele Danieletti consacrato il 2 dicembre 1770 dal vescovo Antonio Marino Priuli e sopra, il baldacchino di Cesare Bovo con il Padre Eterno di Francesco Zanella. Sopra, ai lati, si susseguono tele inserite negli spazi architettonici: Il riposo sulla via dell'Egitto di M. Laos, pittore francese del primo Settecento e Circoncisione di Antonio Fumiani. Segue poi una Natività di Antonio Balestra e i Santi patroni della città di Padova di ignoto settecentesco. Sulla sinistra si innalza il monumento che i Canonici vollero per onorare papa Benedetto XIV che concesse loro la cappa magna e il cardinale Carlo Rezzonico mediatore, è opera di Giovanni Maria Morlaiter. Il coro ligneo è opera di Filippo Parodi. Al suolo una piccola lapide ricorda l'anno 1698 in cui si portarono a compimento i sedili e la pavimentazione, grazie al lascito del canonico Pietro Labia (†1692).

##### Il nuovo presbiterio
Opera realizzata alla luce delle disposizioni della CEI (not. 31 maggio 1996) in occasione del terzo centenario della morte di san Gregorio Barbarigo. L'opera è di Giuliano Vangi: sue sono le decorazioni, l'altare, l'ambone, la cattedra e il crocifisso. Tutto il nuovo spazio, che si innalza al di sotto della cupola del Gloria e sul transetto è in marmo di Carrara. Non è stato asportato nulla di antico, solo le balaustre sono state ridimensionare e ricollocate. Agli scalini di accesso sono raffigurati i quattro protettori della città di Padova. L'opera è stata accolta con pareri discordanti.
Sotto alla cupola maggiore e quindi al nuovo presbiterio, vi è il grande sepolcreto dove riposano le spoglie dei vescovi di Padova. Fu in uso sino al XIX secolo.

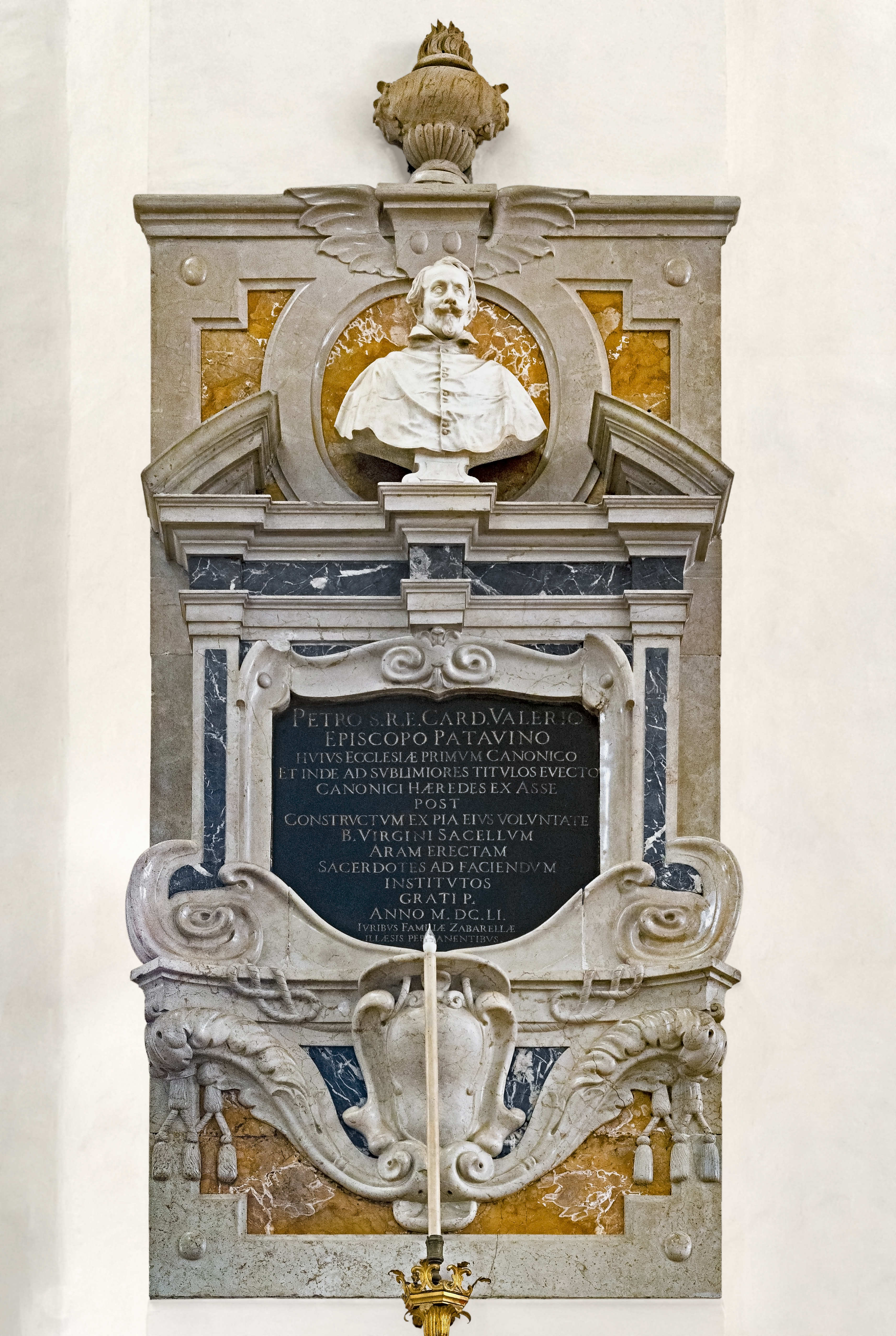
Monumento barocco del cardinale Pietro Valier con il busto del prelato, copia secentesca dell'originale di Gian Lorenzo Bernini.
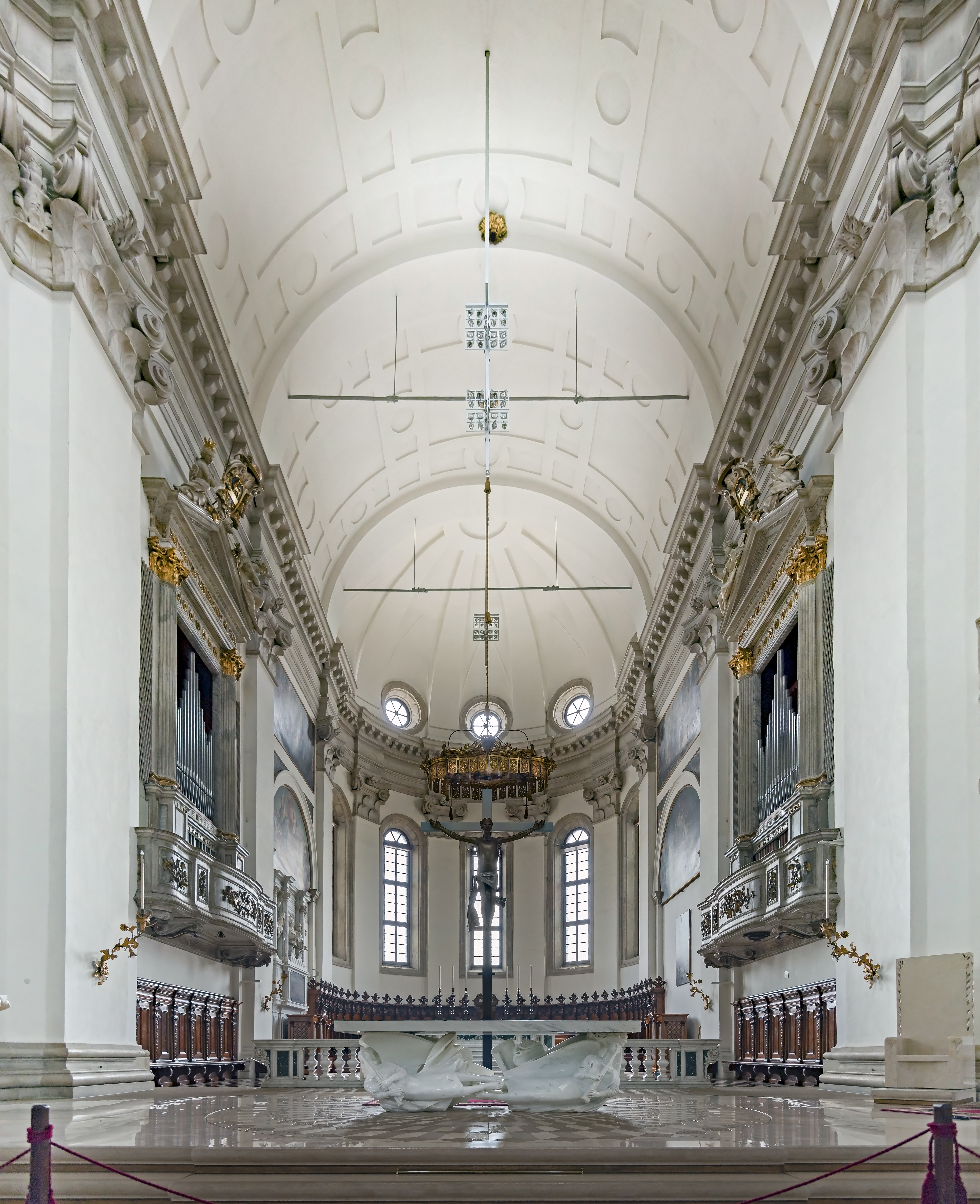
Presbiterio vecchio e nuovo altar maggiore.
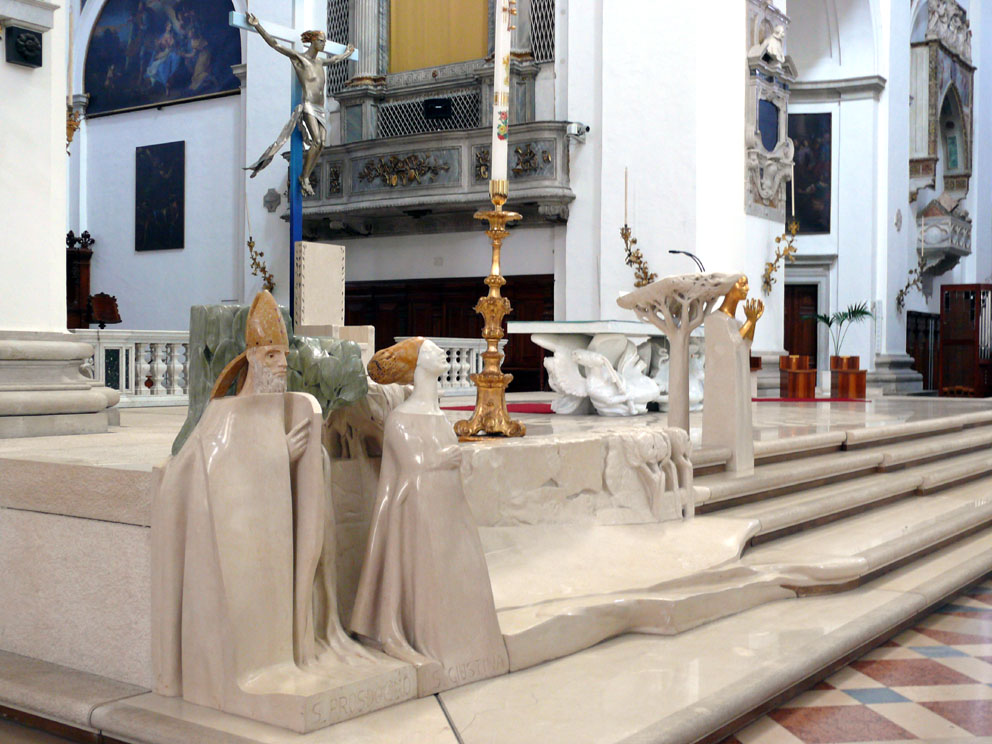
I santi patroni di Padova e nuovo presbiterio.

#### Cripta
Vi è conservato il corpo di san Daniele Martire all'interno dell'urna romana sotto la mensa d'altare, da quando fu trasportato dalla basilica di Santa Giustina nel 1076. L'attuale sistemazione dell'altare, con le parti più antiche poste in rilievo, risale alla metà del Novecento: precedentemente era riccamente ornato di marmi e di preziosissimi bronzi opera di Tiziano Aspetti, opere ora isolate e dislocate. Le vetrate della cripta sono opera moderna (inaugurate nel 2010) del prof. Ryszard Demel.

##### Cappella della Santa Croce
Accanto all'aula maggiore, sorge la cappella della Santa Croce (si trova al di sotto della Sacrestia dei Canonici) ricoperta di marmi e stucchi nel 1676 per volere dell'illustre canonico letterato Giambattista Vero. Tra la decorazione plastica, preziose pitture raffigurano la storia della vera Croce, oggi in grave stato di deperimento. L'altare, prezioso lavoro in stile tardomanierista caratterizzato dall'uso di marmi neri e bianchi e inserti a marmi policromi, occupa il fondo del vano. La cancellata dorata sopra la mensa chiude una nicchia dove veniva conservato la reliquia della Croce, posta entro uno sbalorditivo reliquiario in argento dorato e smalti, alto 35 cm., un capolavoro dell'oreficeria gotica ad opera di Bartolomeo da Bologna ora esposto nel Palazzo Episcopale. Nella cappella sono deposti i feretri dei vescovi di Padova a partire dal vescovo Francesco Scipione Dondi dall'Orologio, seguito poi dai vescovi Federico Manfredini e Giuseppe Callegari, i cui corpi vennero qui ricomposti dopo il 1945 poiché la cappella funeraria neogotica che li ospitava presso il cimitero monumentale vicino al santuario dell'Arcella venne colpita da un feroce bombardamento durante la Seconda guerra mondiale. Nel 1988 venne deposto il feretro di Filippo Franceschi e nel 1992 quello del vescovo emerito Girolamo Bartolomeo Bortignon.

#### Sacrestia dei Canonici
Nell'atrio alcuni dipinti: Annunciazione e Visitazione di Jean Raoux e un'Annunciazione di Francesco Zanella. All'interno, la Sacrestia conserva una pinacoteca, frutto dei lasciti dei canonici. Parte della pinacoteca è ora esposta al Palazzo Episcopale. Opere di Bassano, Liberi, Forabosco e Brusasorci tra cui spicca una Madonna orante del Sassoferrato. Nella parte superiore concorrono i ritratti dei canonici illustri, tra cui il pregevole ritratto di Francesco Petrarca.

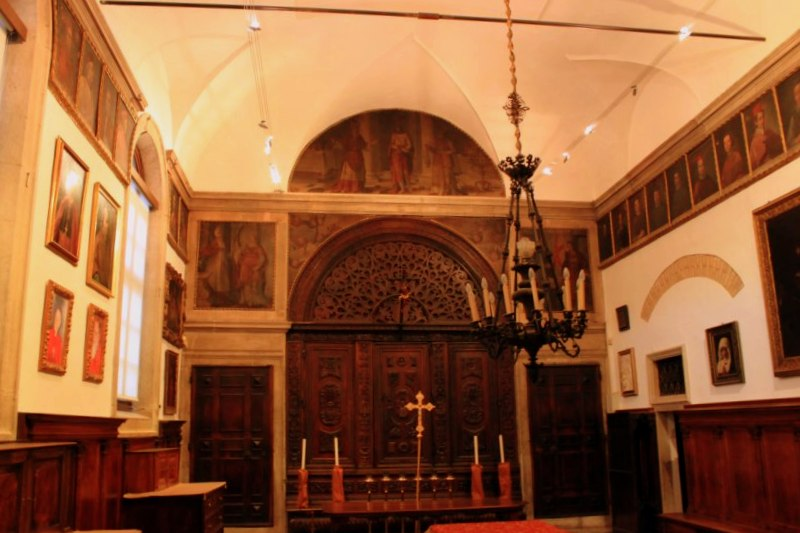
La sacrestia dei Canonici.
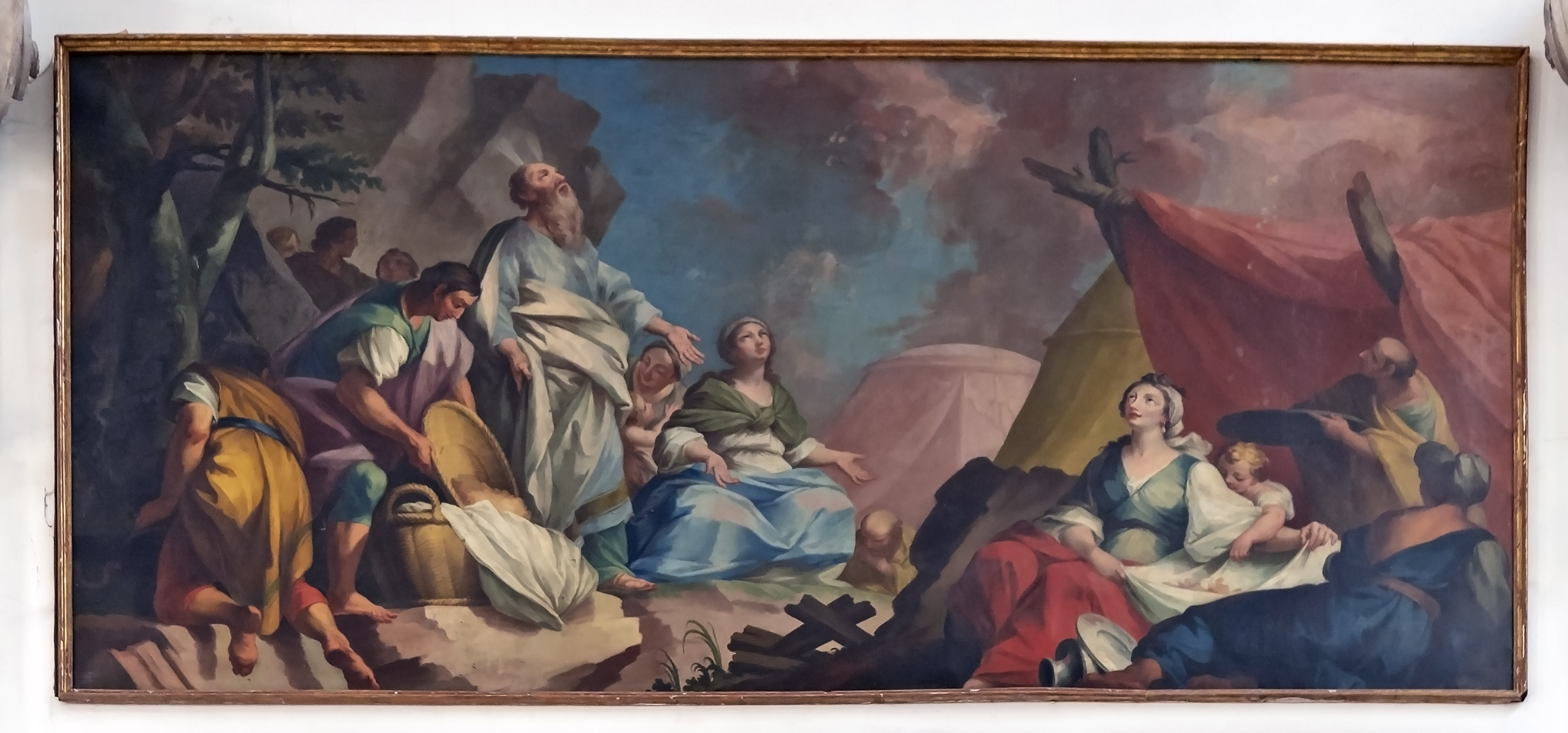
La Caduta della manna.
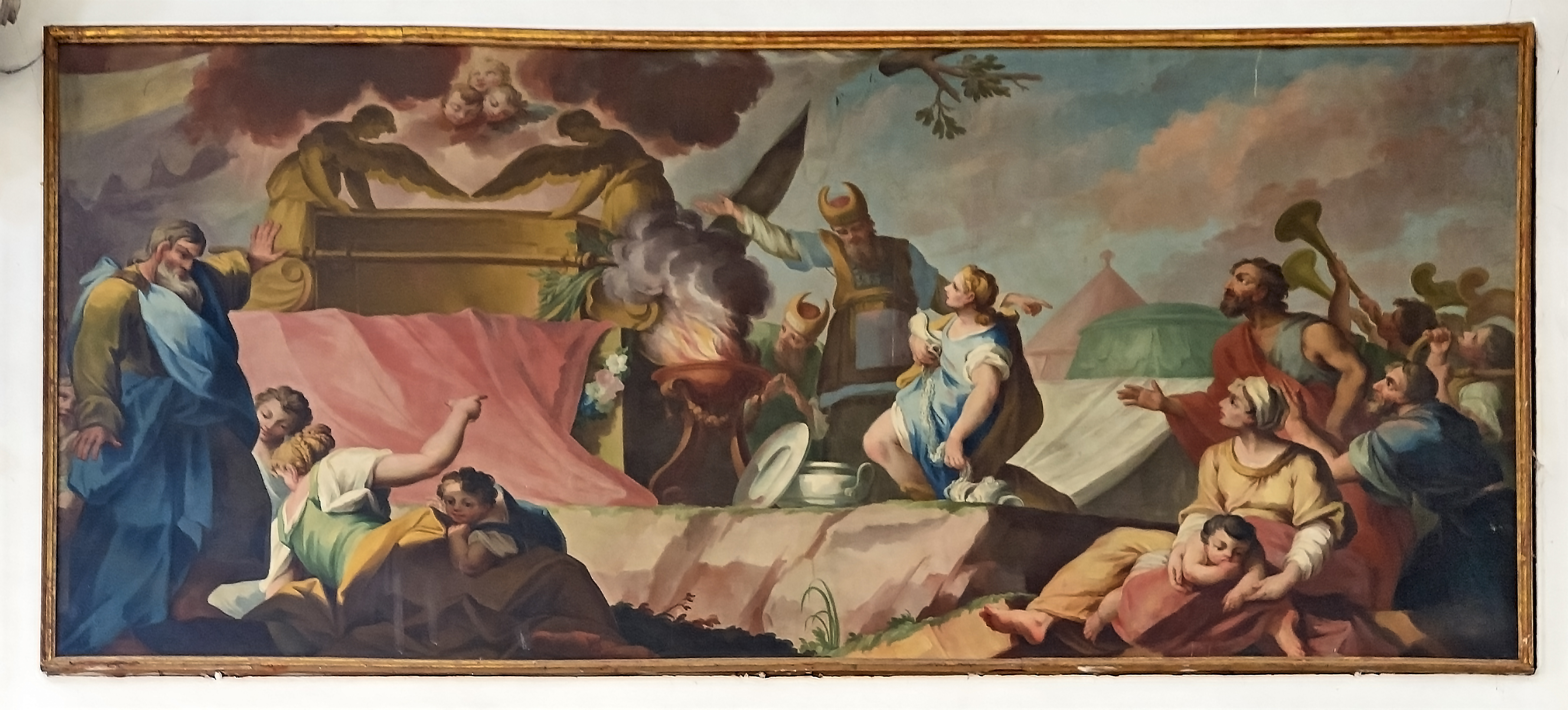
La Consegna della tavole della legge.
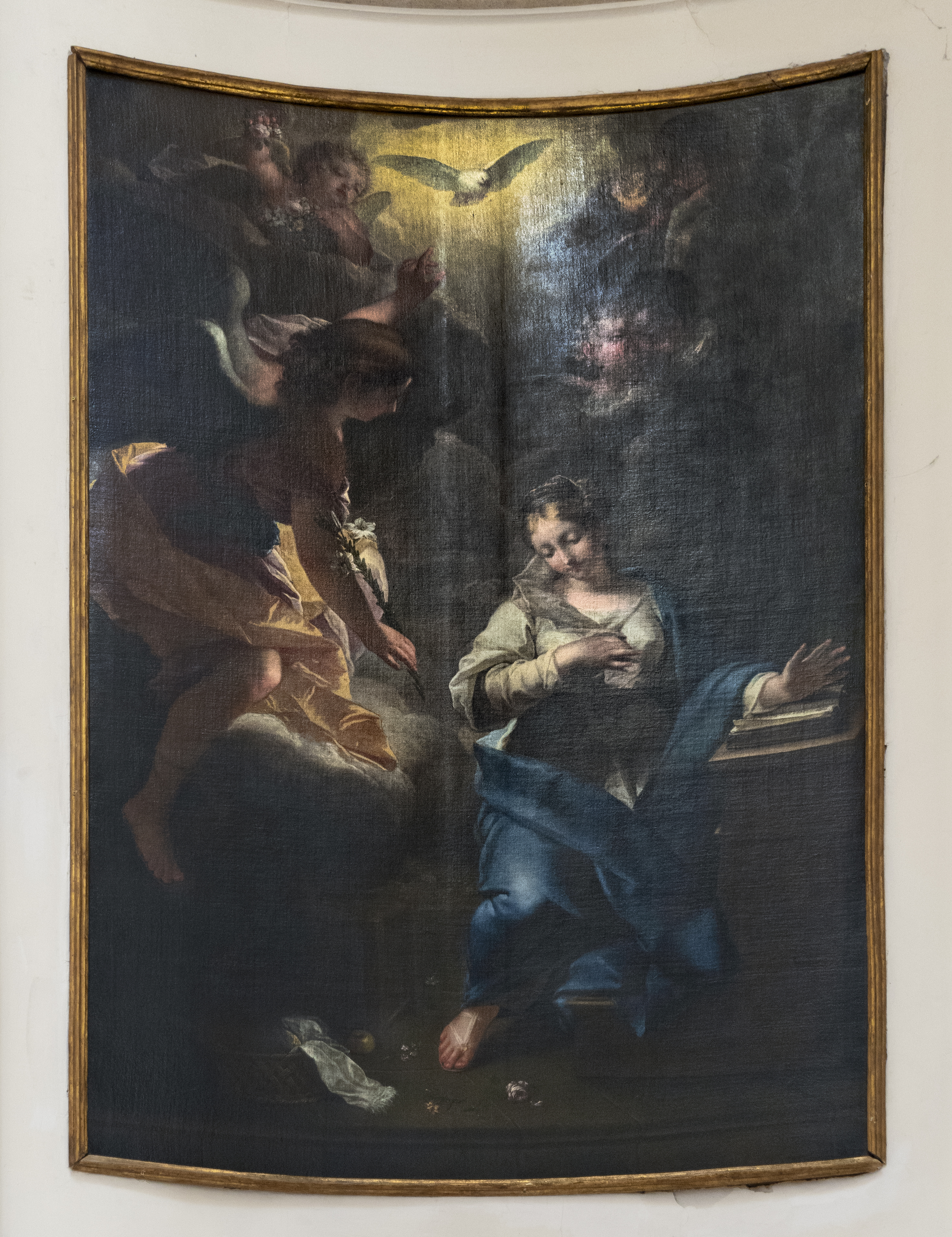
L'Annunciazione di Jean Raoux.
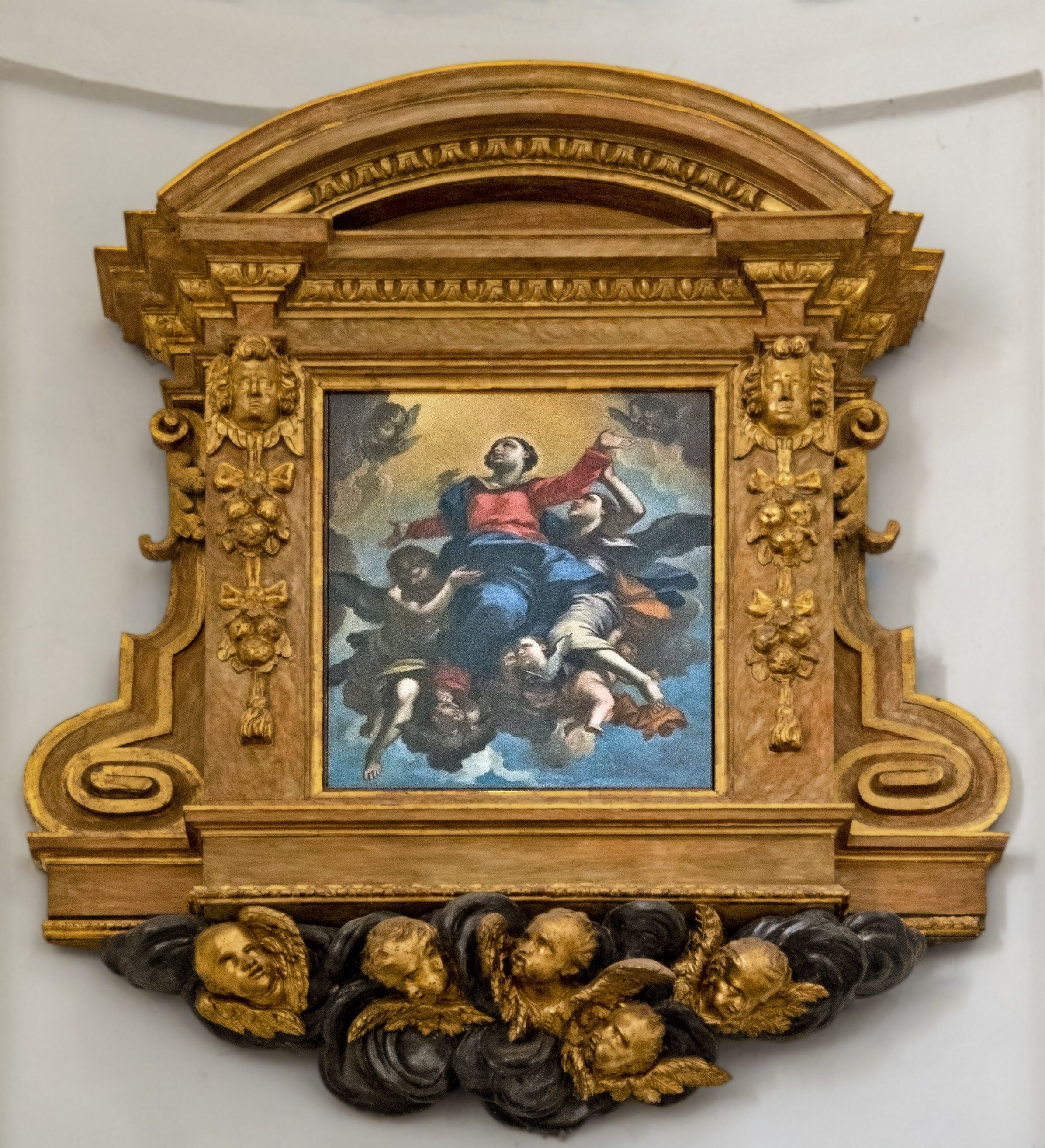
Assunzione di Francesco Zanella.
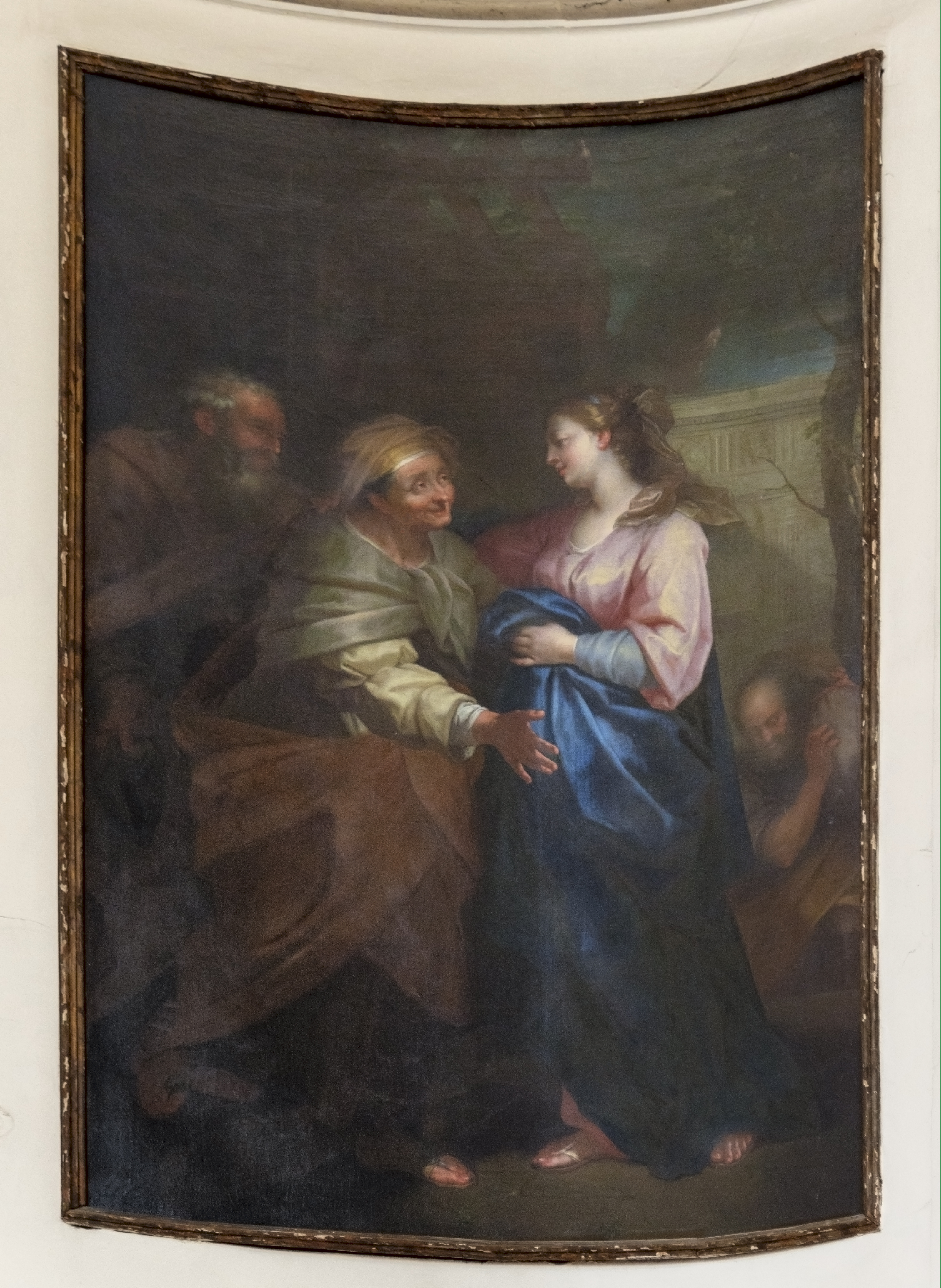
La Visitazione di Jean Raoux.
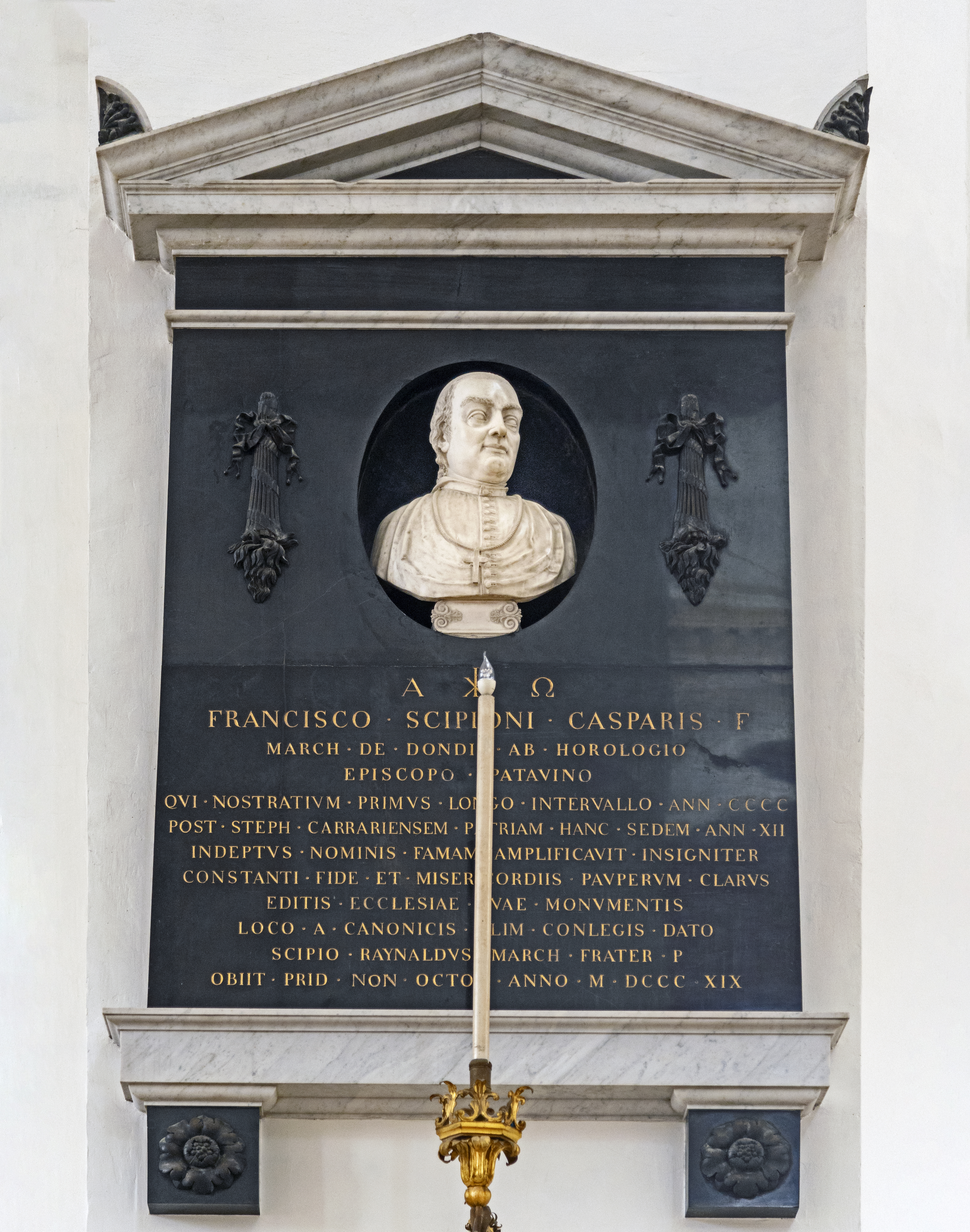
Monumento del vescovo Francesco Scipione Dondi dall'Orologio.

#### Cappella del Santissimo Sacramento
L'altare è armoniosa opera del Massari, vi sono inseriti i pannelli in bronzo di Jacopo Gabano tra cui spicca un'ultima cena. I due angeli oranti sono opera di Tommaso Bonazza (destra) e Jacopo Gabano (sinistra). In alto ricchissimo baldacchino in stile rocaille in legno dorato, con simboli eucaristici.
Alle pareti tele settecentesche di ignoto con Caduta della manna, e Consegna della tavole della legge. A destra monumento funebre del cardinale Pileo da Prata opera di Pierpaolo dalle Masegne con arca e gisant e baldacchino, opera del gusto iperrealista gotico di inizio Quattrocento. A sinistra, l'elegante sepolcro del vescovo Pietro Barozzi attribuito ad Alessandro Vittoria e già attribuito a Tullio Lombardo.

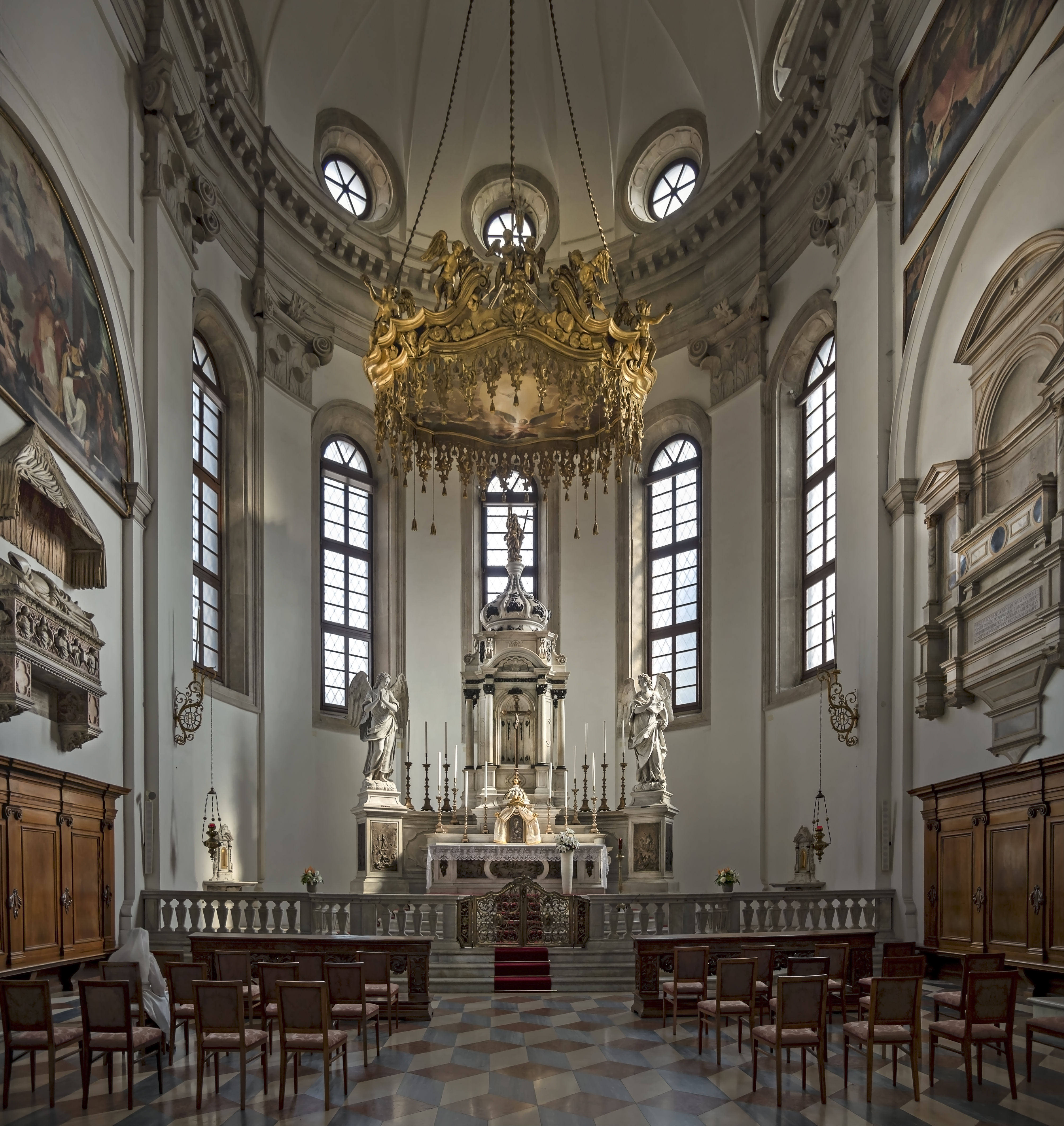
Cappella del Ss. Sacramento.
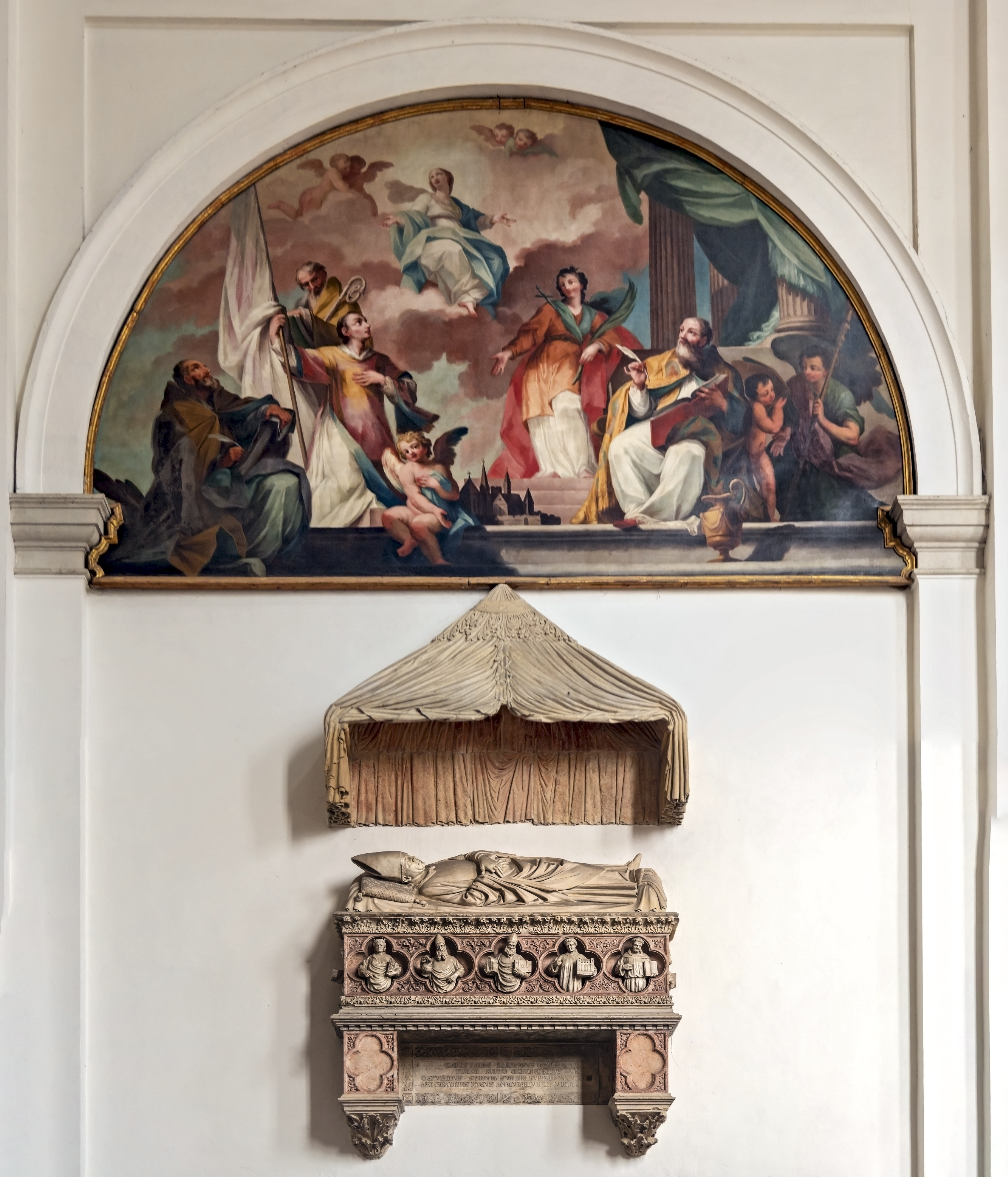
Monumento funebre del cardinale Pileo da Prata.
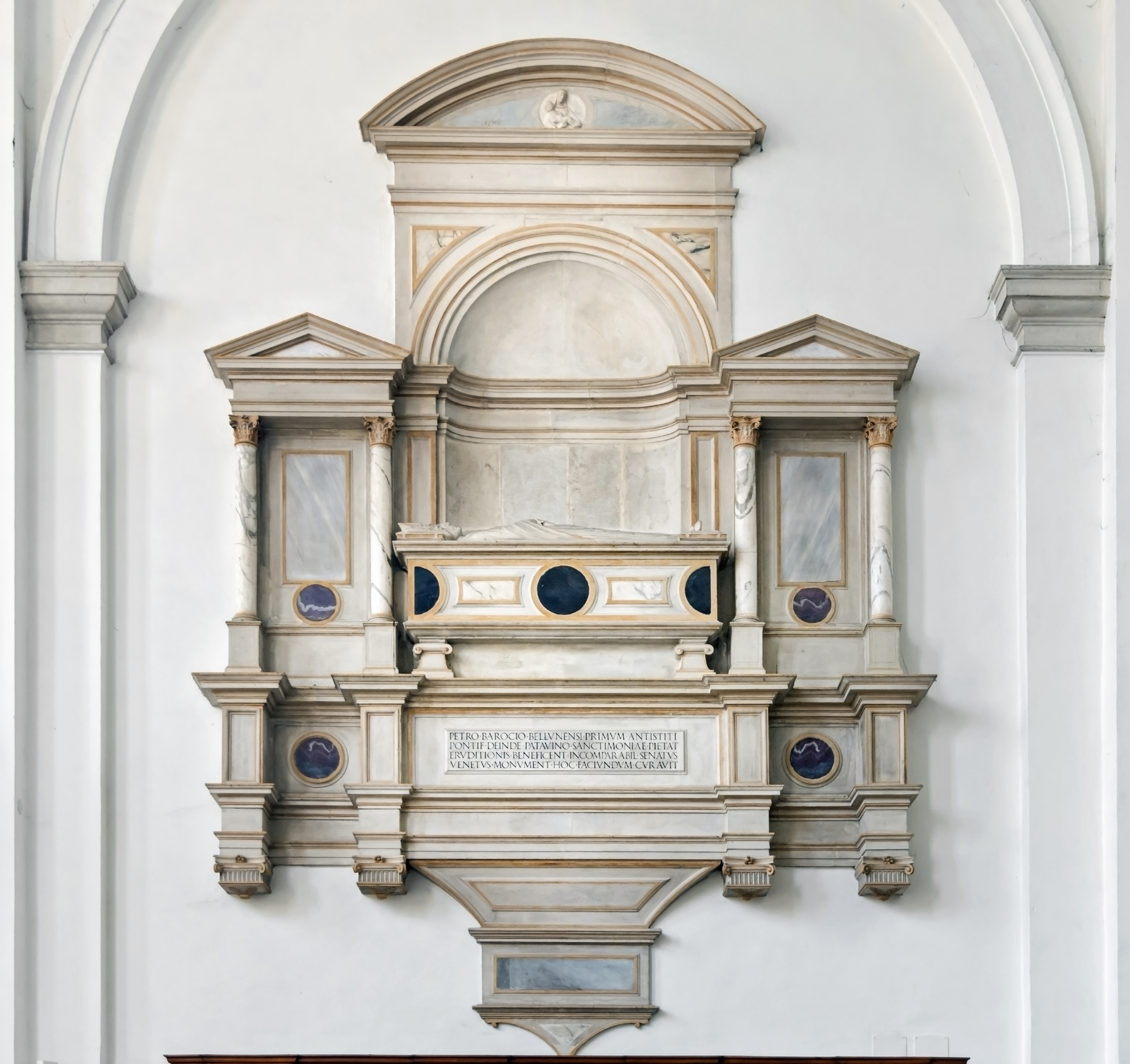
Sepolcro del vescovo Pietro Barozzi.
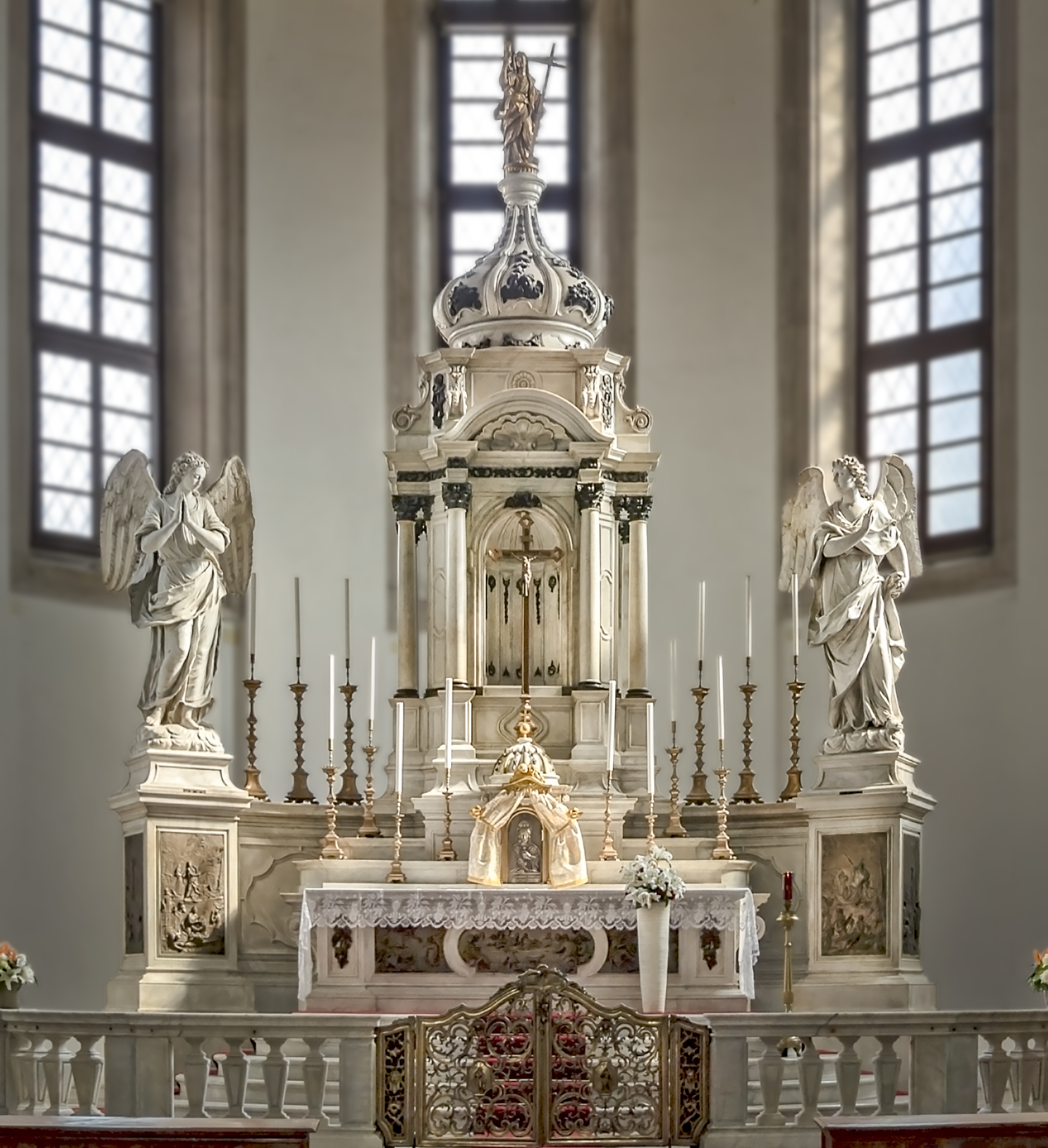
Altare del Santissimo.
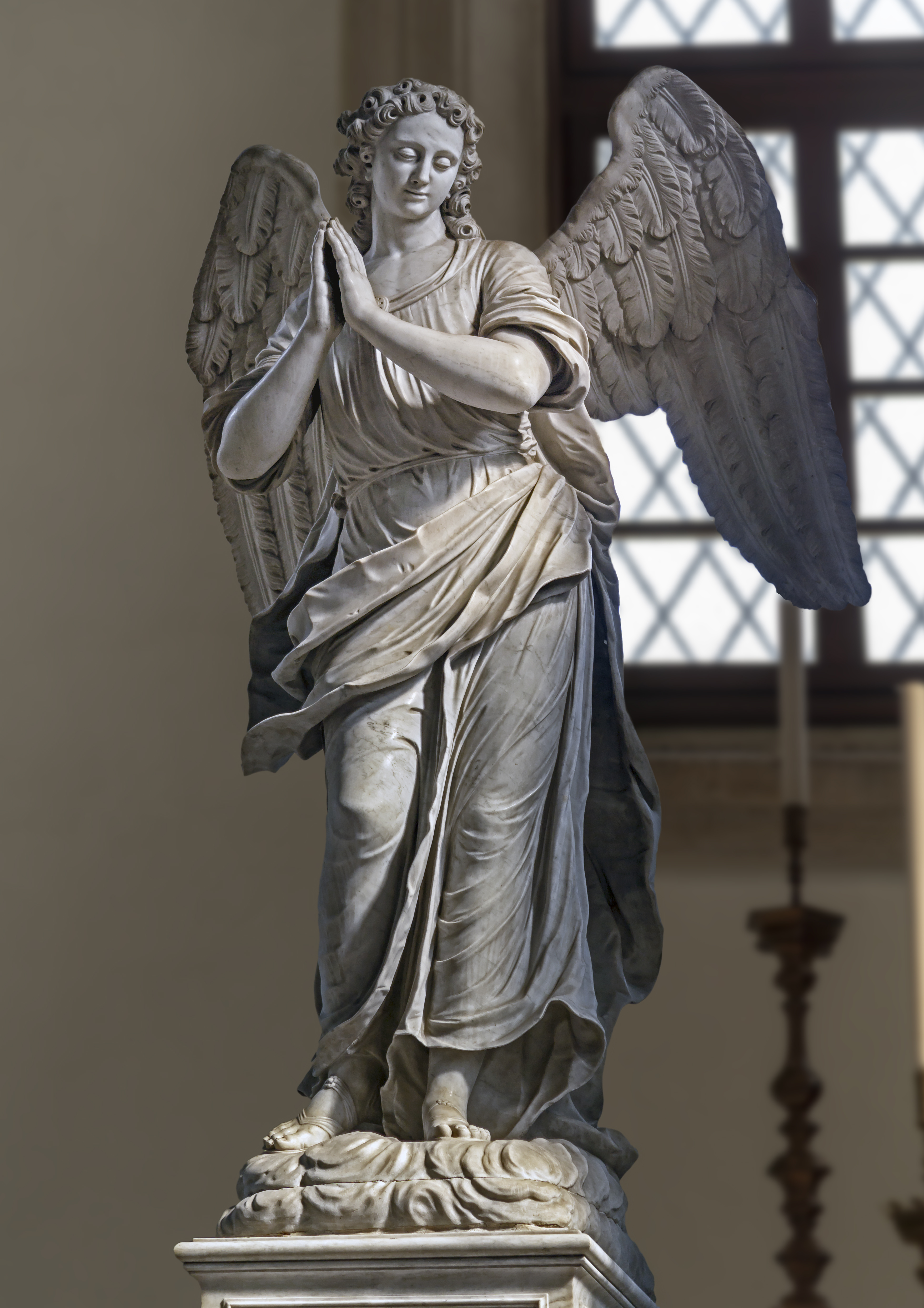
Angelo di Jacopo Gabano.
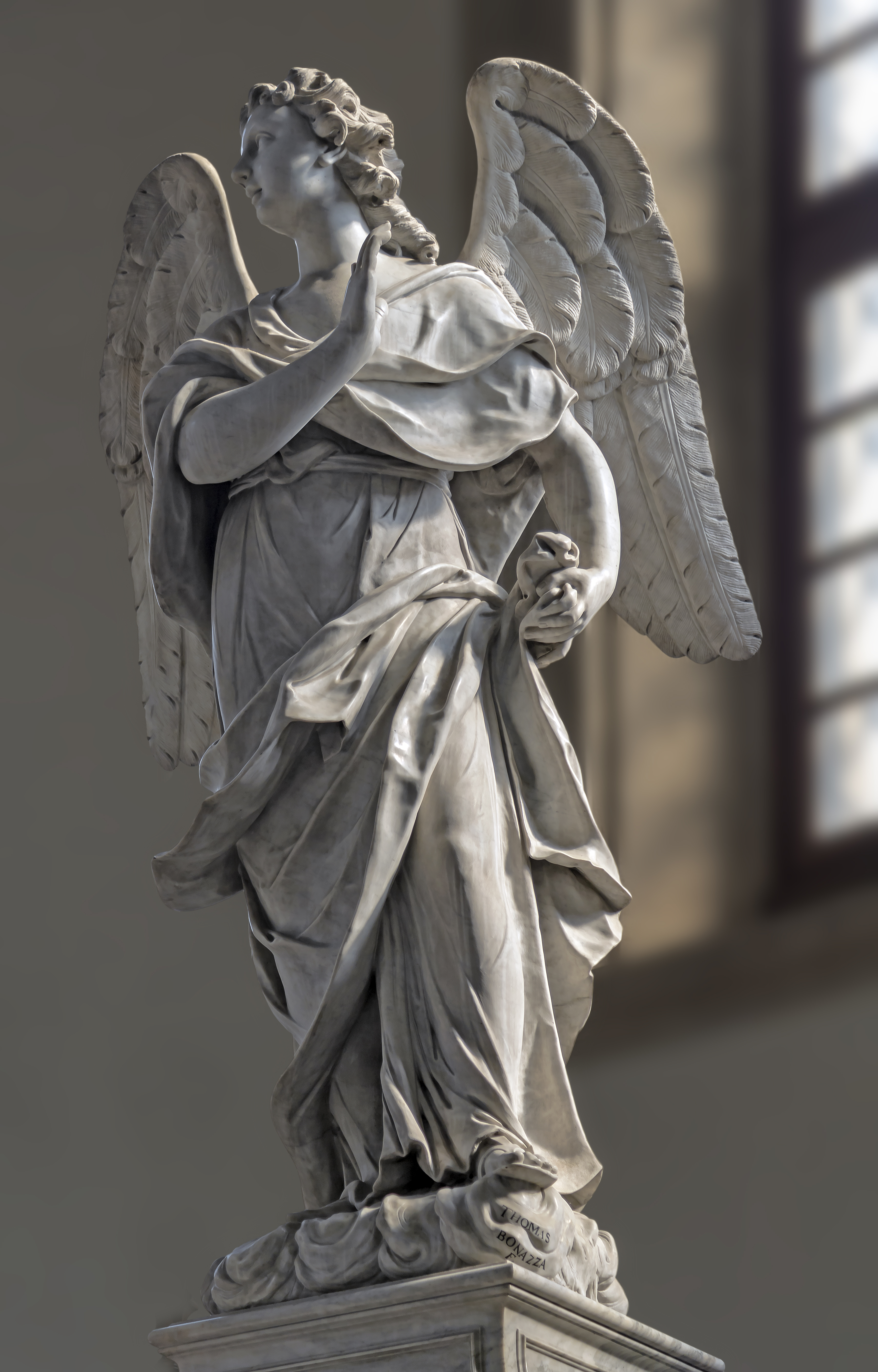
Angelo di Tommaso Bonazza.

#### Navata sinistra
Di fronte alla porta verso il palazzo episcopale, il grande pulpito ligneo, commissionato dal canonico Selvatico e magnifica opera di Filippo Parodi, che ha scolpito di sua mano le figure che lo adornano. Nell'atrio della porta, Monumento al canonico Francesco Petrarca di Rinaldo Rinaldi (1793-1873) e lapide a memoria della visita di papa Pio VI avvenuta nel 1782.
La cappella di San Giuseppe con grande altare, opera di Tommaso Bonazza e pala con Vergine in trono con san Cesareo e Giuseppe di Giovanni Antonio Pellegrini. Accanto all'altare lapide di dedicazione della cappella ai Santi Benedetto e Cesario da parte del vescovo Ildebrandino Conti che qui vi è sepolto. La lastra tombale gotica è stata recentemente dispersa. Alle pareti, tele di Dario Varotari.
Dopo la cappella di San Gregorio segue la cappella di San Gerolamo con splendida pala di Pietro Damini, San Gerolamo che si percuote con un sasso. Vi è raffigurato il committente, Girolamo Selvatico. Nella cappella della Madonna dei ciechi, innanzi la porta d'ingresso sinistra, dove si soffermavano i ciechi, sicuri di trovare l'uscita, sull'altare in marmo bianco è collocata una pala di Antonio Buttafogo sulla quale è inserita una tavola quattrocentesca, forse dello Squarcione, raffigurante la Vergine e il Bambin Gesù.

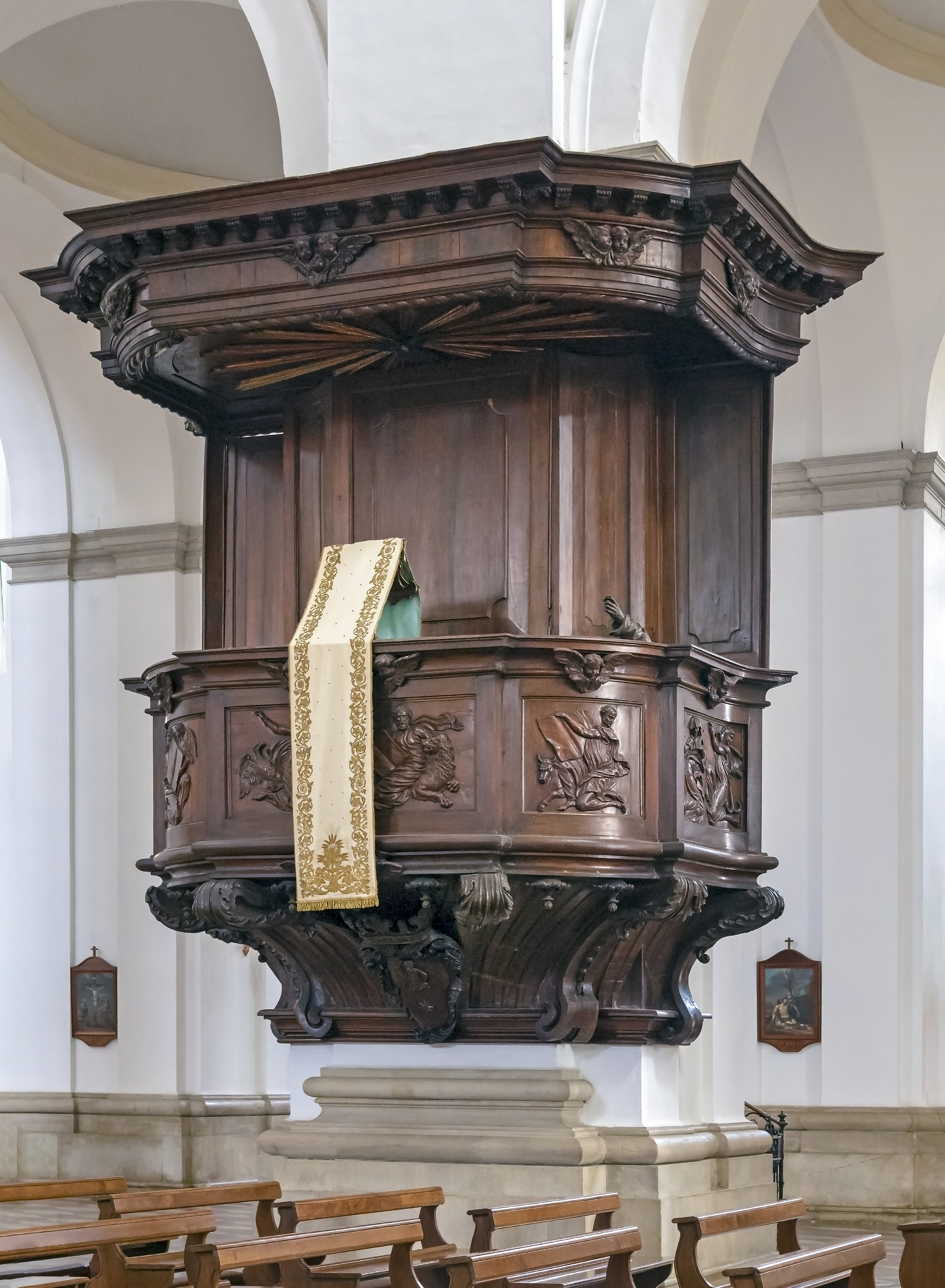
Pulpito ligneo, opera di Filippo Parodi.
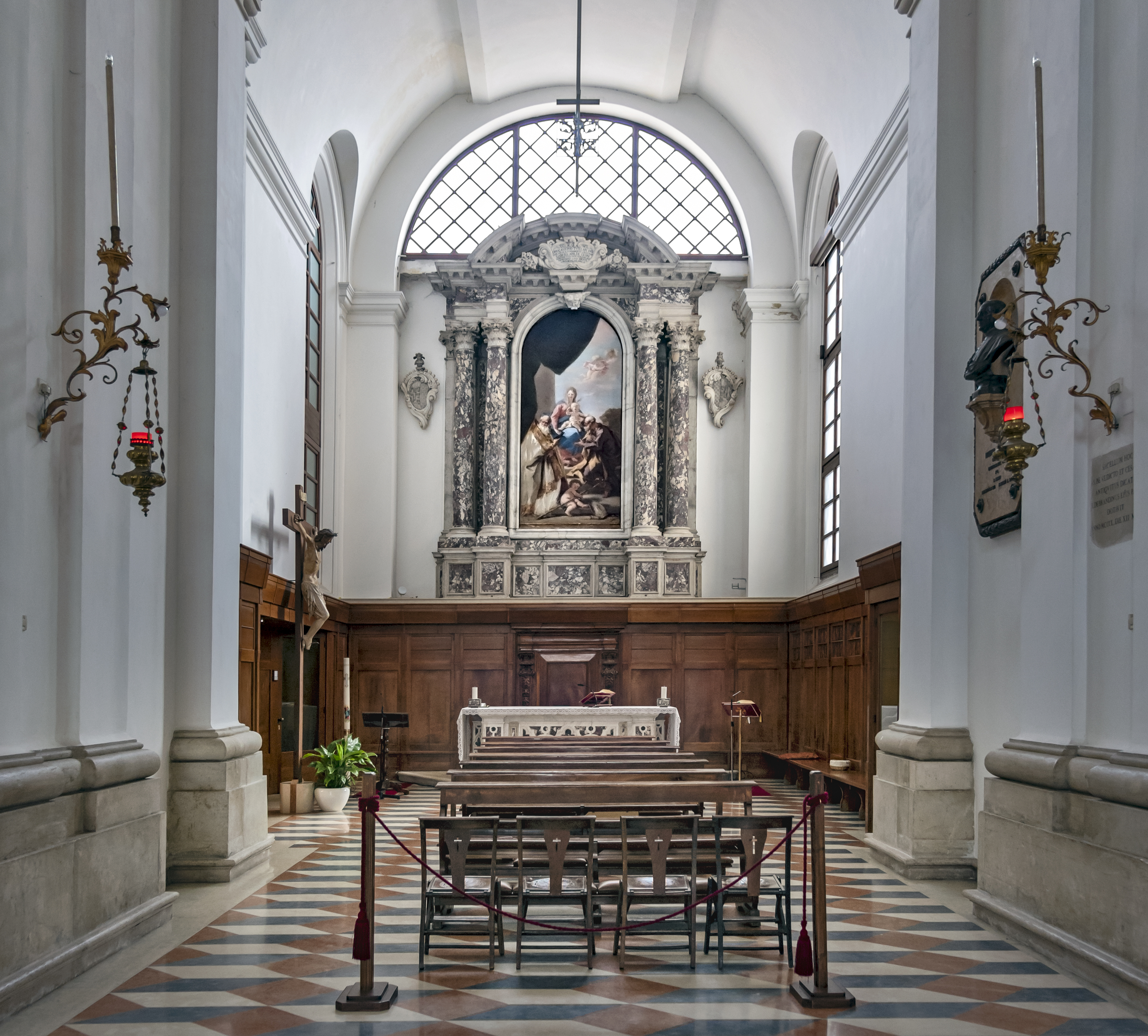
Cappella di S. Giuseppe.
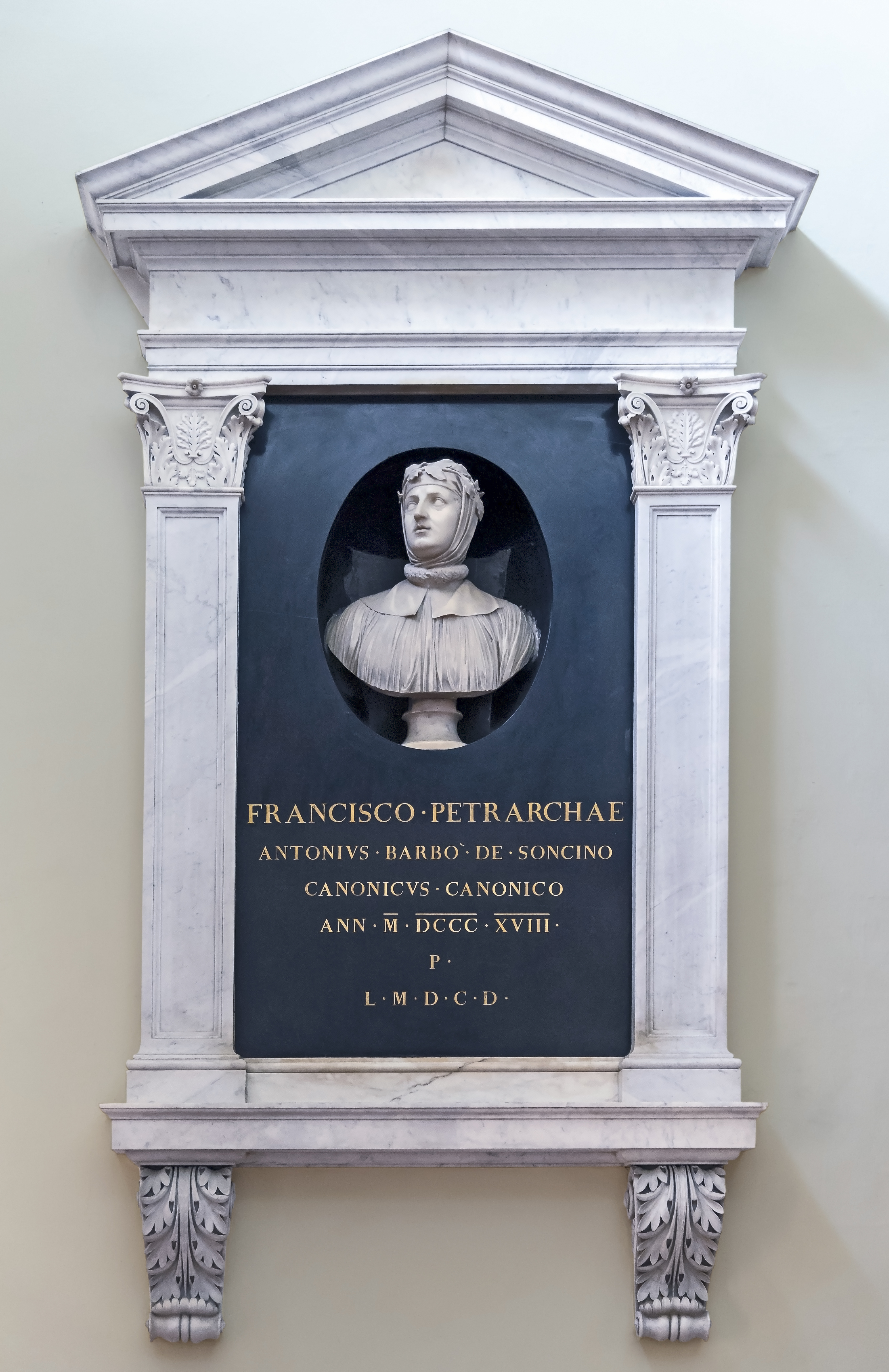
Monumento al canonico Francesco Petrarca.
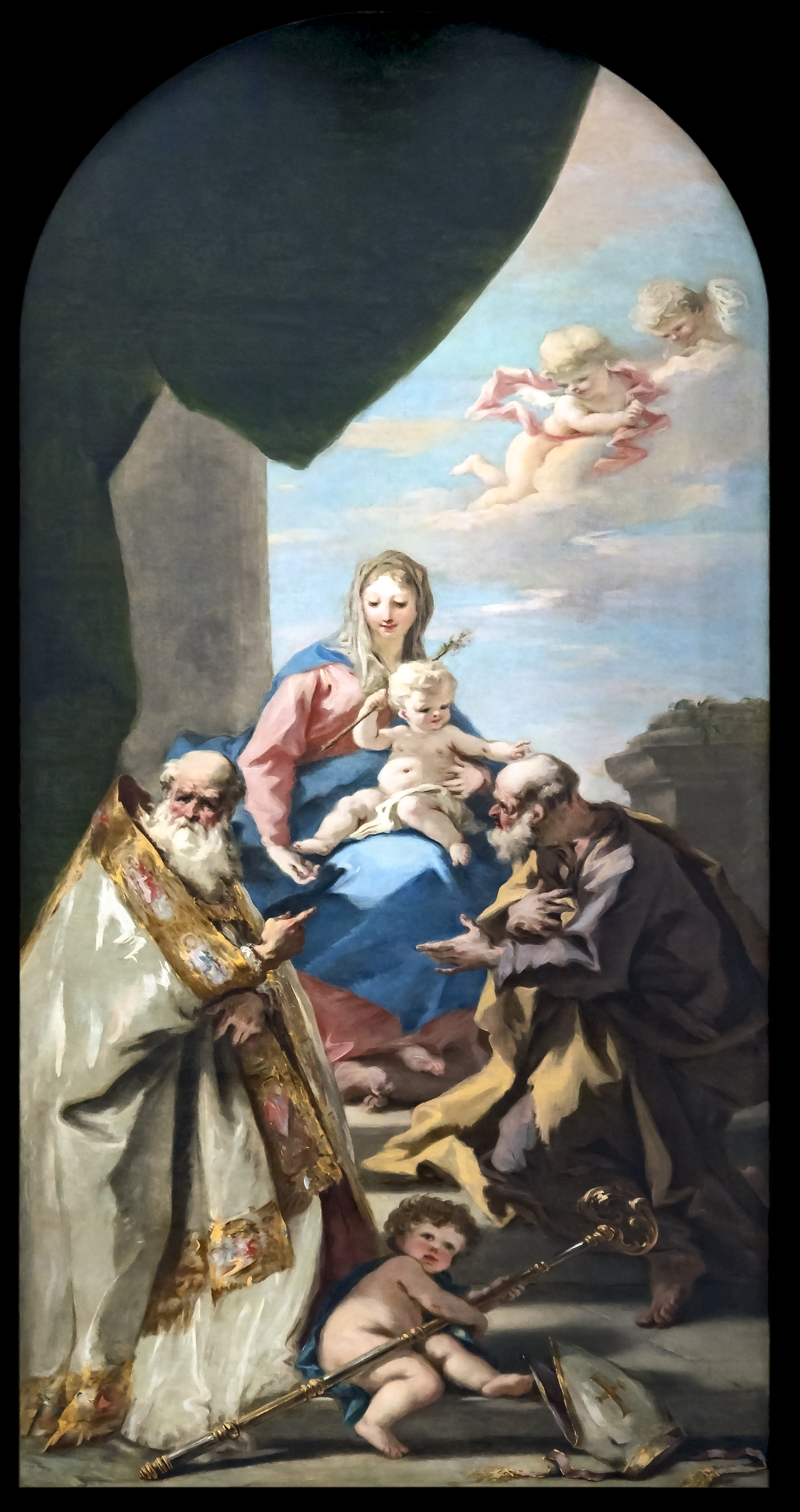
Madonna col Bambino, San Cesareo e San Giuseppe.
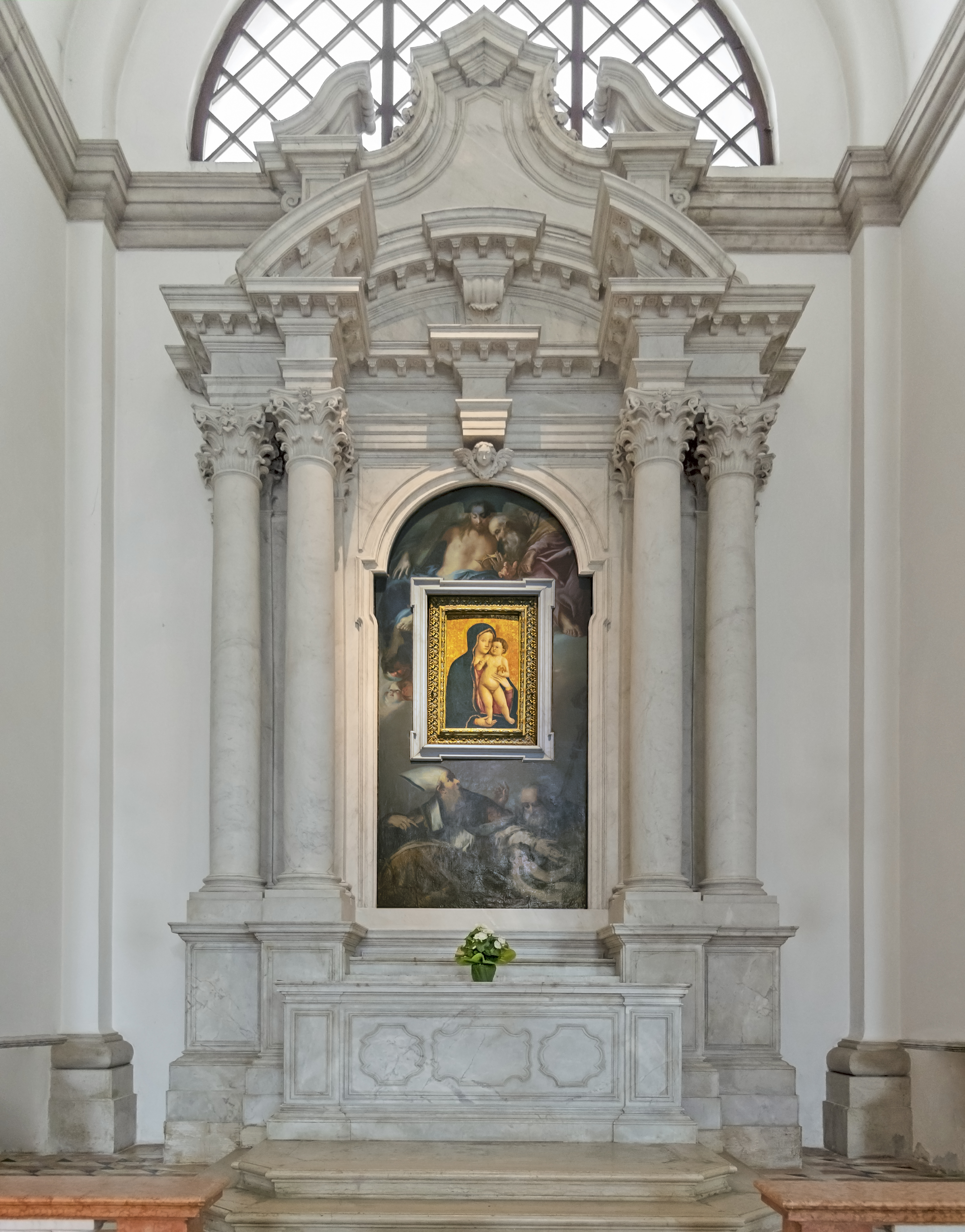
Cappella della Madonna dei ciechi.
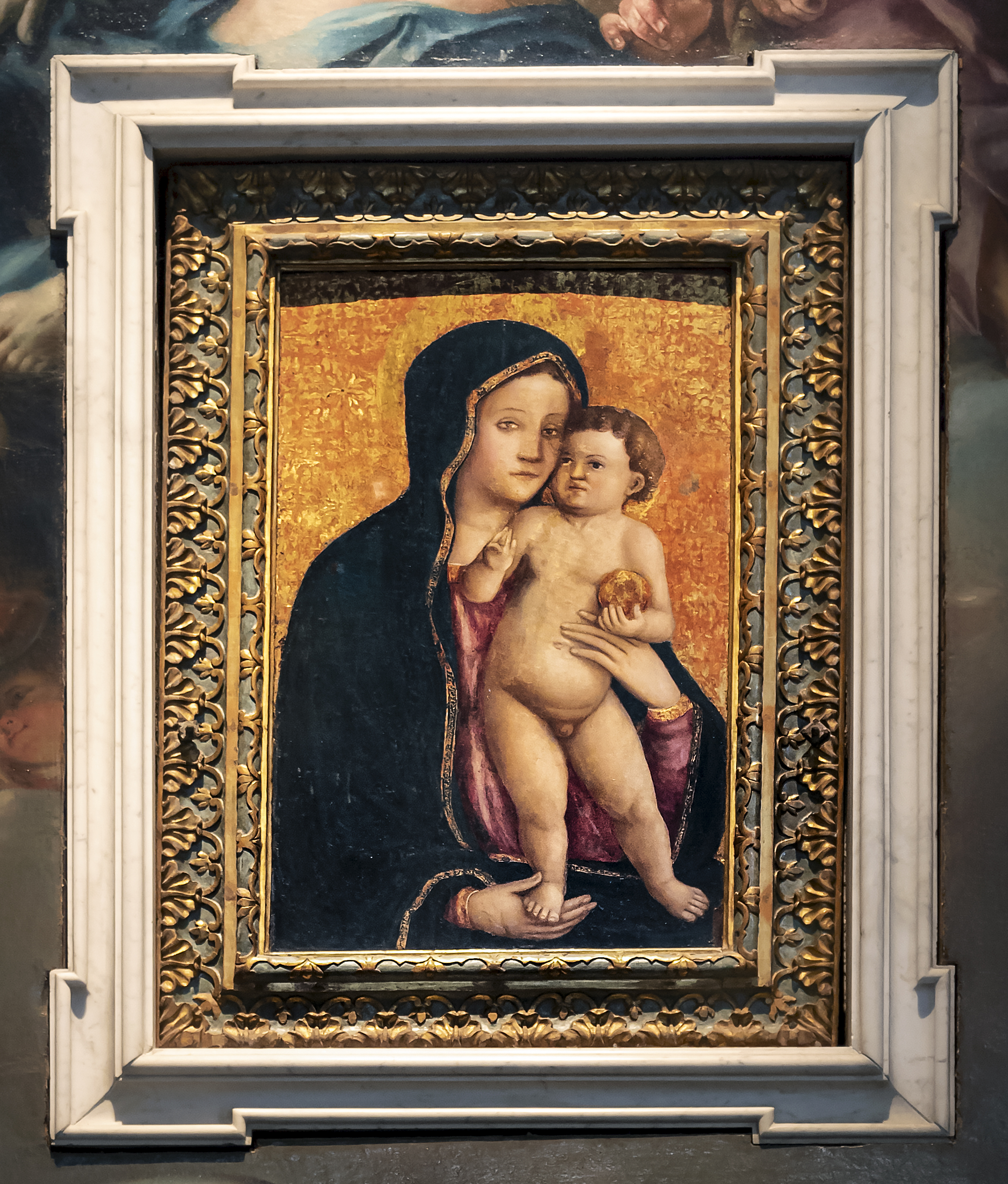
Madonna dei Cechi attribuita a Francesco Squarcione.

##### Cappella di San Gregorio Barbarigo
Restaurata nel 1997 conserva dal tempo della beatificazione, il corpo di san Gregorio Barbarigo, vescovo di Padova. L'altare sotto cui è esposto il santo corpo, è di Giorgio Massari, mentre la statua del santo è lavoro di Francesco Androsi. È arricchito dai busti bronzei dei quattro santi protettori di Padova opere dell'orafo Angelo Scarabello. La statua in marmo del Santo è di Francesco Andreosi. Dietro l'altare Crocifissione con sante Maddalena e Caterina, di Pietro Damini. La cappella è decorata a fresco da Giovanbattista Mingardi. Sul pavimento innanzi all'altare è sepolto il vescovo Sante Veronese.

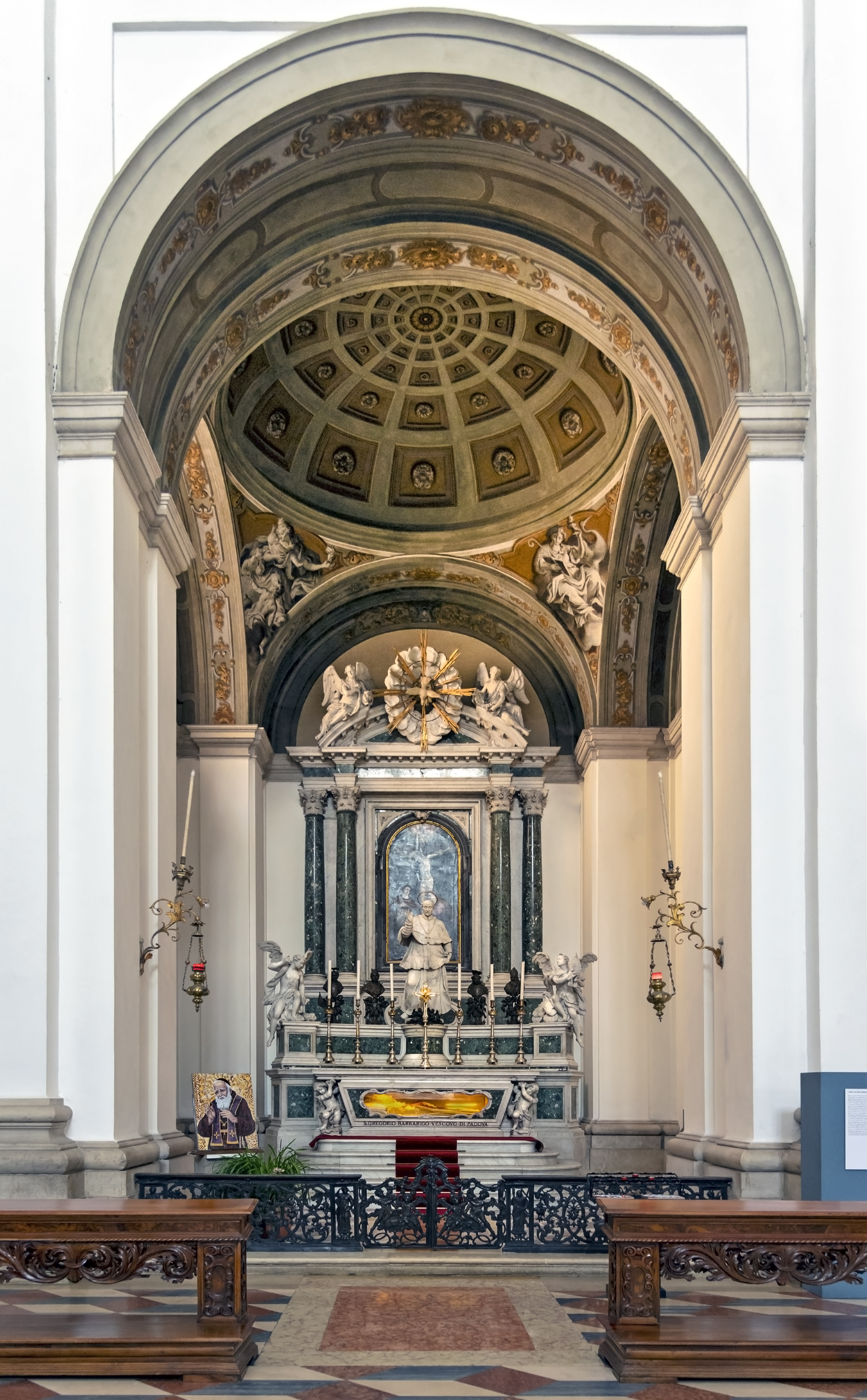
Cappella di San Gregorio Barbarigo.
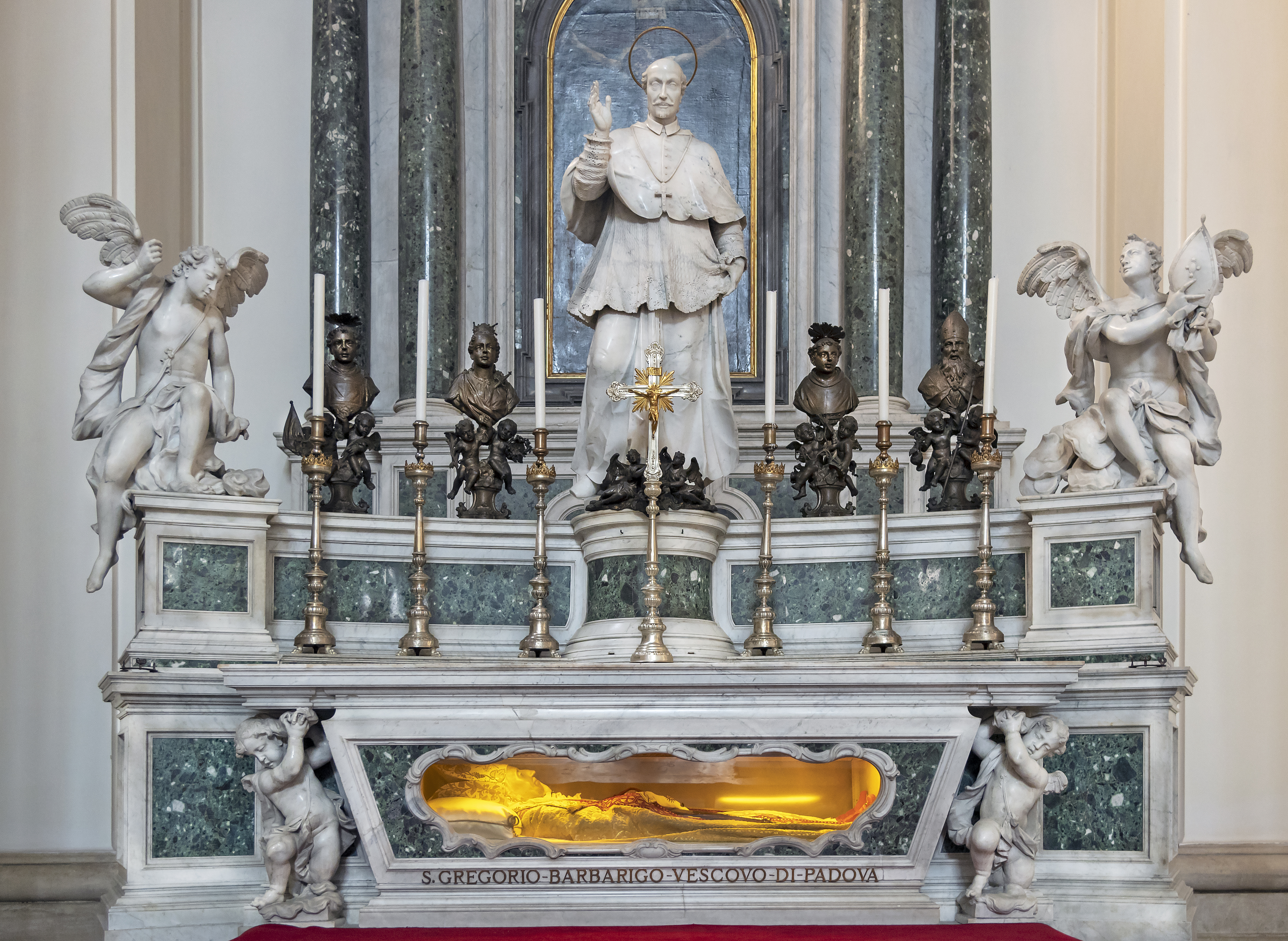
Altare di San Gregorio Barbarigo.
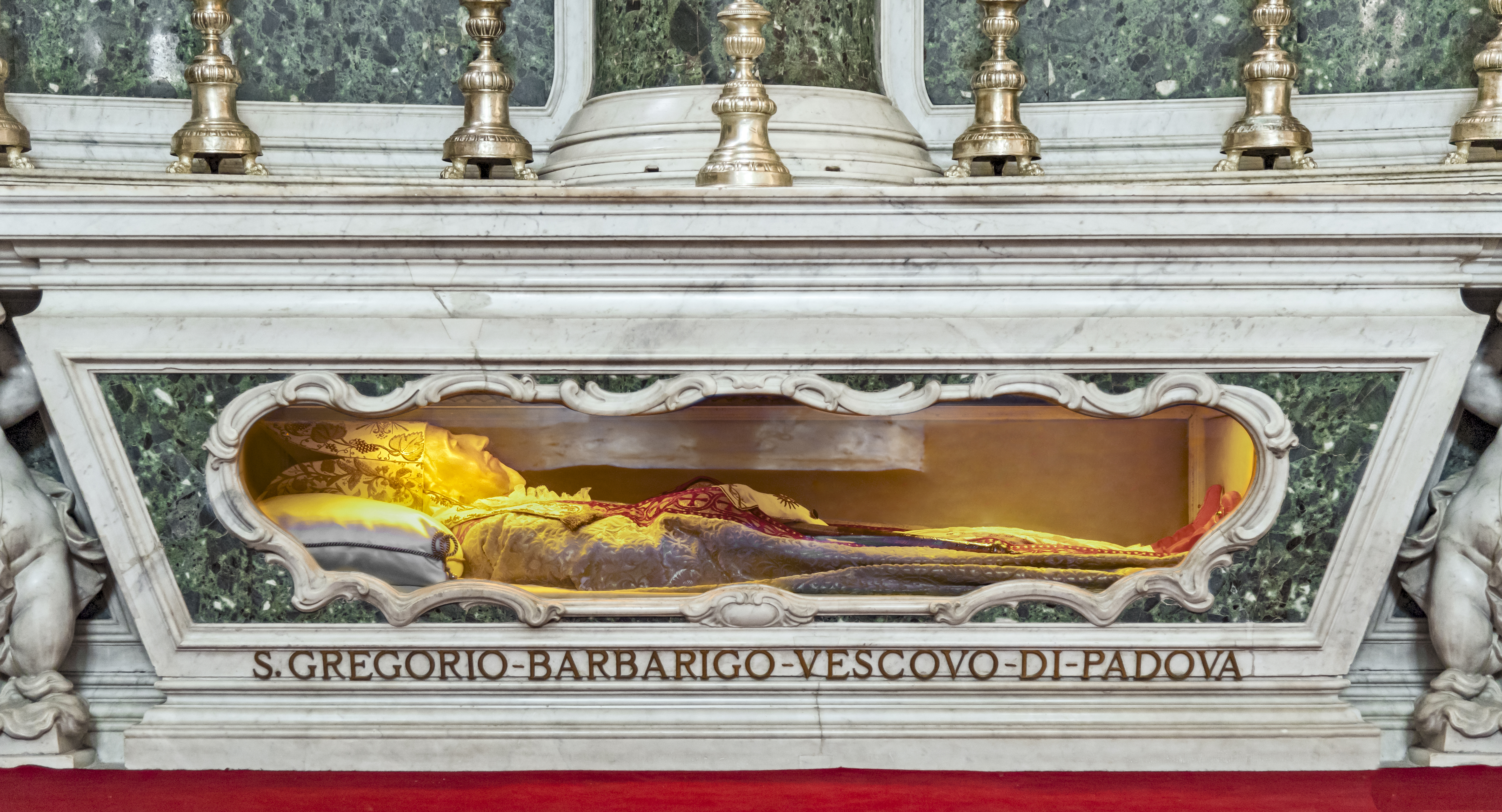
Teca contenente il corpo di san Gregorio Barbarigo.
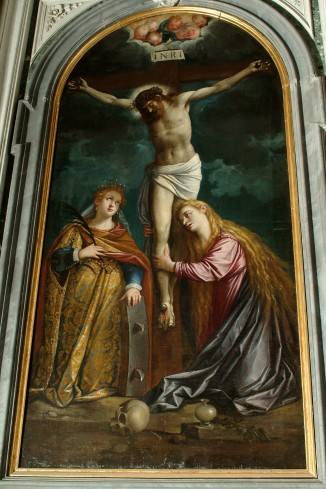
Pietro Damini, Crocifissione con sante Maddalena e Caterina.

## La musica della cattedrale

### La cappella musicale
La cattedrale vantava la cappella musicale più antica del mondo, infaustamente abolita alla metà del Novecento. Istituita alla fine del XIII secolo, era organo dipendente dal capitolo dei Canonici, che designava il maestro di cappella e i musicisti. Il periodo d'oro della cappella fu quello tra XIII e XV secolo quando era guidata da compositori come Marchetto da Padova e Johannes Ciconia di cui restano importantissime testimonianze nel ricchissimo fondo musicale dell'epoca conservato nella biblioteca capitolare. Qualcuno ha ipotizzato che nell'ambito della cappella musicale della cattedrale di Padova sia nato l'uso dei cori spezzati, quello stile policorale pensato e sviluppato dall'allora maestro di cappella Rufino Bartolucci a cui si rifece Adrian Willaert.
Dopo anni di oblio, grazie all'attività del maestro Alessio Randon, la cattedrale gode oggi di un servizio musicale stabile nella "Cappella Musicale della Cattedrale", ufficializzata nel 2015 dal vescovo Antonio Mattiazzo. Organista titolare è il maestro Alessandro Perin.

#### Maggiori maestri di cappella e organisti
- Marchetto da Padova
- Johannes Ciconia
- Rufino Bartolucci
- Giordano Pasetto
- Costanzo Porta
- Ippolito Chamaterò
- Lelio Bertani
- Ludovico Balbi
- Baldassare Donato
- Bartolomeo Barbarino
- Amadio Freddi
- Giambattista Marinoni detto il Giove
- Giovanni Battista Mosto
- Giulio Cesare Martinengo
- Bartolomeo Favaretto
- Bertoldo Sperindio
- Stefano Landi
- Giacomo Rampini
- Gaetano Valeri
- Marco Antonio Suman
- Luigi Bottazzo

### Organi a canne

#### Storia

##### L'antico organo
Alcuni documenti del XIV secolo ricordano che nella cattedrale era presente un magna organa. Tra il 1457 e il 1459 il celebre organaro Bernardo d'Alemagna costruì, presso il coro, un nuovo organo che venne presto rifatto (1493) dal figlio Antonio Dilmani. Nel 1497 intervenne sullo strumento Leonardo di Salisburgo che lo ampliò con novum alium registrum. Nel 1648 il vecchio organo fu riportato nella nuova cattedrale - dopo un attento restauro affidato ad Ercole Valvassori e la costruzione di una nuova cassa ad opera di Bartolomeo Amighetti - e fu posto nel primo nichio del choro dalla parte della sagrestia dei canonici. Nel 1700 fu ampliata la cantoria, mentre nel 1707 lo strumento fu radicalmente restaurato da Michele Colberg. L'ultimo ampliamento, ad opera di don Giorgio Pinafo, fu autorizzato nel 1756.

##### Organi Callido
Nel febbraio del 1790 il capitolo decise di eliminare il vecchio organo e di far costruire due nuovi strumenti battenti, ai lati dell'altare maggiore. I lavori furono affidati a Gaetano Callido, mentre le cantorie furono progettate dall'architetto padovano Daniele Danieletti che realizzò due opere simmetriche sullo stile classico con decorazioni in stile rocaille. Alle casse si aggiunsero alcune statue allegoriche di Luigi Verona e a corona, monumentali stemmi episcopali del canonico Giovanni Battista Santonini, finanziatore dell'opera. Il 15 agosto 1791 furono inaugurati gli strumenti con la messa e i vespri cantati dalla cappella Antoniana. Callido installò un organo a due manuali con pedaliera in cornu epistulae e un organo corale ad un solo manuale senza pedaliera in cornu evangelii: gli strumenti furono subito giudicati inadeguati per la vastità dell'ambiente tanto che il Callido minacciò di ritirarli e già nel 1796 il Capitolo si affidò a Francesco Dacci per sottoporli ad un intervento migliorativo. Nel 1846 Angelo Agostini restaurò e ampliò entrambi gli strumenti.

##### Organi Malvestio
Dalla metà del XIX secolo Domenico Malvestio sostituì l'organo all'epistola con un nuovo organo meccanico a tre manuali con materiale del Callido e dell'Agostini su progetto di Oreste Ravanello. L'organo fu inaugurato l'11 giugno 1907, ma cadde presto in disuso, tanto che Malvestio posizionò un nuovo organo ai lati del coro. Nel 1922 per volere del vescovo Luigi Pellizzo fu liberata la cassa al Vangelo del piccolo strumento Callido/Malvestio che fu ceduto alla parrocchia di Faedis (Udine).

##### Organo Tamburini
Nel 1958 l'organo Malvestio posto al coro venne acquistato dalla parrocchia di San Luca di Tribano e sostituito con un nuovo strumento ad opera della ditta Tamburini (opus 400); fu elettrificato l'organo all'epistola e al vangelo, posta una nuova struttura. Le 5380 canne erano gestite da un'unica console a quattro manuali al presbiterio. Lo strumento a trasmissione elettrica era composto da 91 registri (63 reali). Quest'organo è rimasto in funzione sino al 1999.

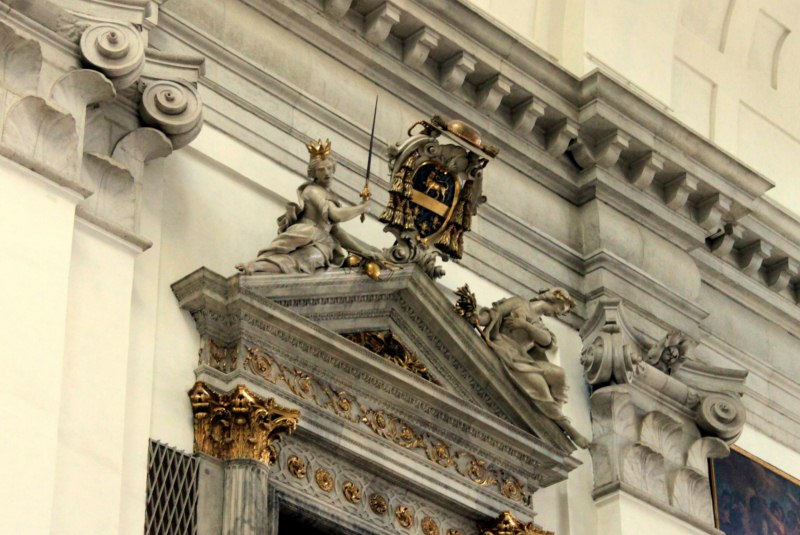
Parte superiore delle casse dell'organo con lo stemma del can. Santonini
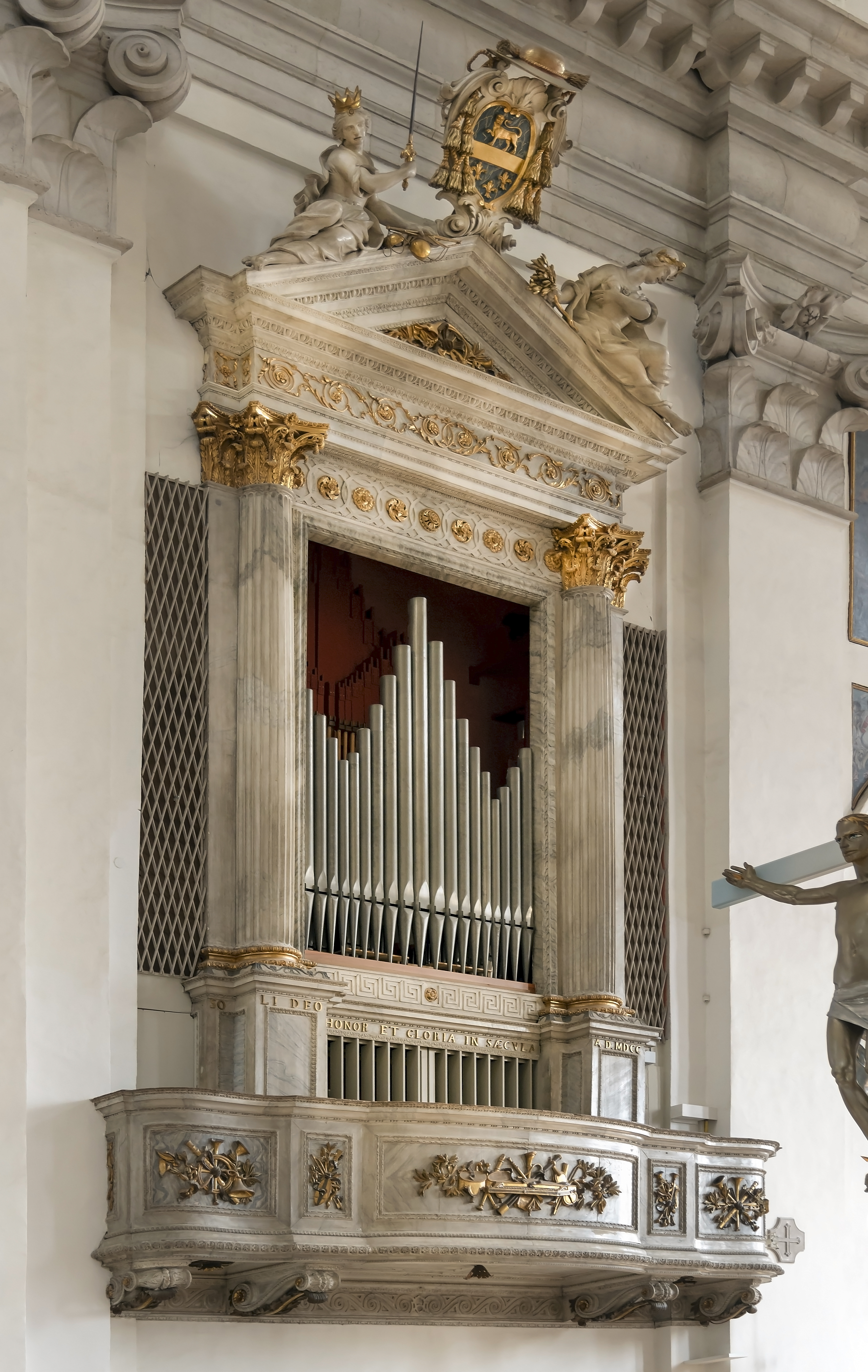
Organo di sinistra
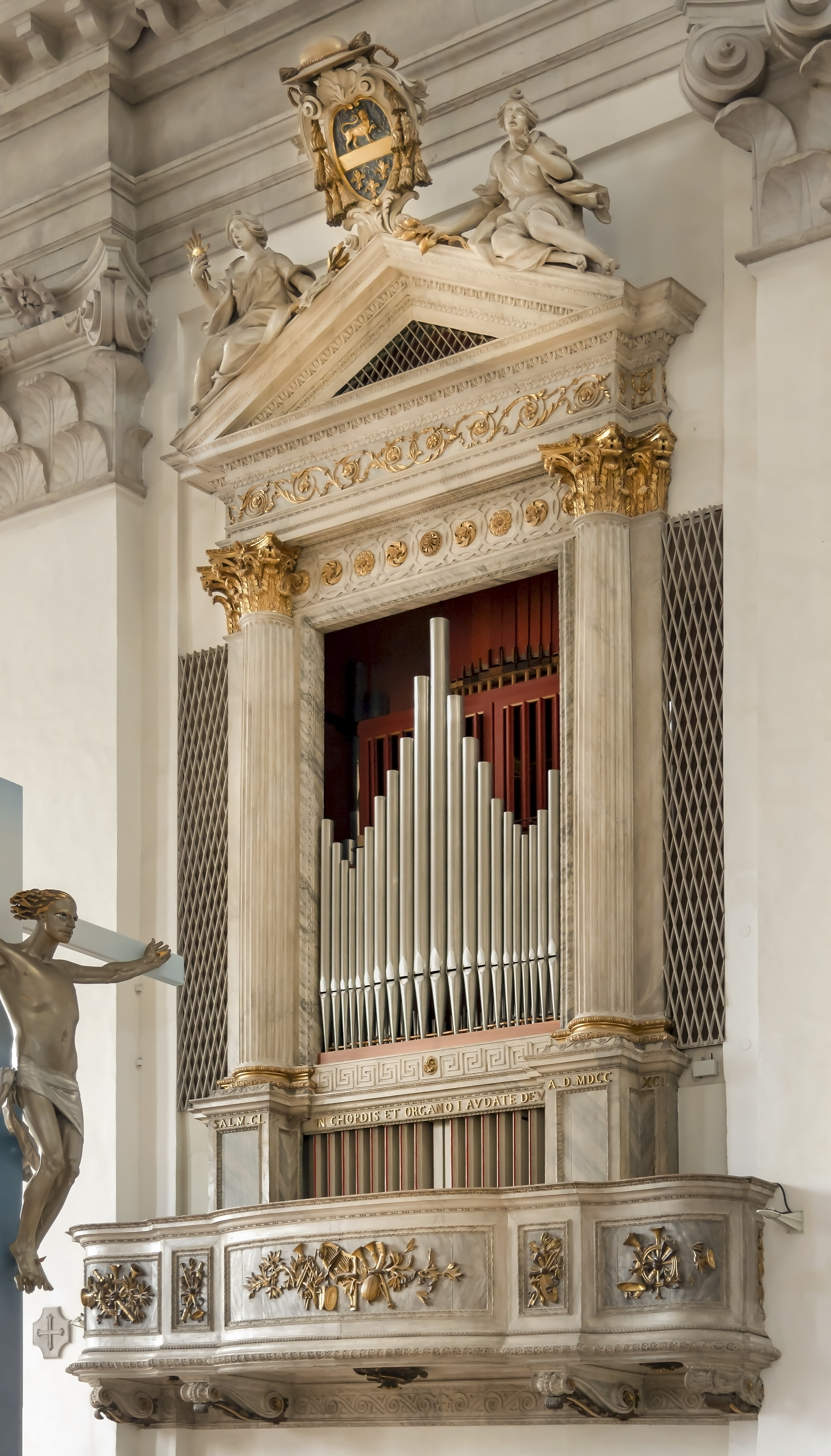
Organo di destra

#### Organo maggiore
Su progetto di Francesco Finotti, a partire dalle ultime modifiche apportate da Tamburini, nel 2001 la ditta Zanin ha avviato un grande piano di riqualificazione del materiale esistente, la riorganizzazione delle canne all'interno delle casse storiche (con il recupero e la ricollocazione rigorosa dell'opera callidiana) e la dislocazione del materiale fonico estratto su due nuovi corpi posti a pavimento del presbiterio. Durante i lavori è stato costruito e posizionato nel transetto un organo suppletivo ad un manuale e pedaliera, tuttora esistente. Il nuovo grande organo della cattedrale è stato inaugurato e benedetto domenica 11 aprile 2010. La consolle monumentale, originale della ditta Tamburini, è dotata di quattro tastiere di 58 note ciascuna e pedaliera dritta di 32 note, è a trasmissione via radio e comanda 4968 canne: quelle relative ai manuali I, II e III e al pedale sono disposte nelle cantorie gemelle del presbiterio, mentre le canne del manuale IV si trovano all'interno delle nuove casse nel presbiterio.

#### Organo corale

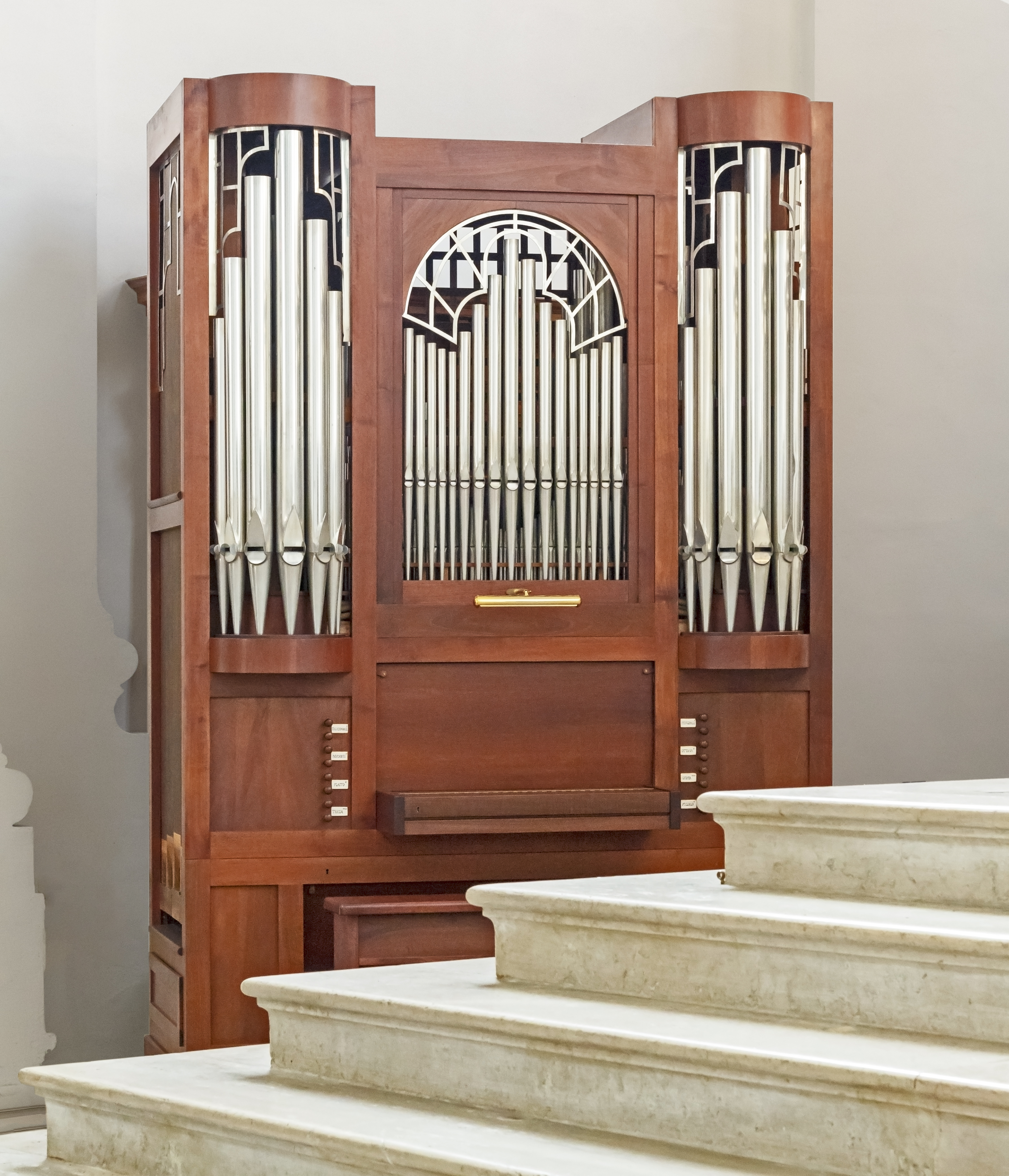
Organo corale

Nel transetto della cattedrale, si trova un secondo organo a canne semovibile. Questo è stato costruito nel 1999 da Francesco Zanin per sostituire l'organo maggiore in fase di restauro e, dopo il completamento di quest'ultimo, è rimasto con il preciso scopo dell'accompagnamento del coro. A trasmissione meccanica, ha un'unica tastiera di 54 note e una pedaliera retta di 30.

## Battistero del duomo
Il battistero di Padova, ubicato a destra della cattedrale, risale al XII secolo, subì vari rimaneggiamenti nel secolo successivo, e venne consacrato dal Guido, patriarca di Grado (1281). È anche il mausoleo dei Carraresi. Gli affreschi con cui è decorato (1375-1376) sono considerati il capolavoro di Giusto de' Menabuoi.

## Biblioteca Capitolare
L'ingente patrimonio appartenente alla biblioteca Capitolare, un tempo conservato nei locali superiori alla sacrestia dei Canonici, è ora conservato presso appositi spazi nell'Episcopio. 
Si rimanda alla relativa voce per la relativa trattazione.

## Curiosità
Adiacente alla Sacrestia dei Canonici, è tuttora visibile al numero 28 di via Dietro Duomo la casa canonicale di Francesco Petrarca, nominato canonico della basilica nel 1349 per intercessione dell'amico Jacopo II da Carrara. Il signore di Padova intese in tal modo trattenere in città il poeta il quale, oltre alla confortevole casa, in virtù del canonicato ottenne una rendita annua di 200 ducati d'oro.